# Musée de la Folie Marco
Le musée de la Folie Marco est un musée municipal d'arts décoratifs situé à Barr dans le département français du Bas-Rhin. Installé dans une demeure patricienne du XVIIIe siècle, il abrite des collections de mobilier bourgeois alsacien du XVIIe au XIXe siècle. Achevé en 1763, l'édifice fait, partiellement, l'objet d'une inscription au titre des monuments historiques depuis 1935 et le musée, fondé en juin 1964, possède le label « musée de France ».

## Dénomination
Alors que « Marco » est le patronyme de son constructeur, le bailli strasbourgeois Louis-Félix Marco, l'appellation « folie » suggère le type de résidences en vogue à partir du XVIIe siècle. Cependant l'historien d'art Hans Haug estime qu'il ne s'agit pas à proprement parler d'une « folie », mais plutôt d'une maison de campagne assez vaste. D'autres conservateurs expliquent cette appellation – en usage très tôt – par le caractère recherché de cet hôtel particulier et les fêtes mondaines dont il fut le cadre. Quant à ses concitoyens, les sommes – déraisonnables à leurs yeux – investies par l'avocat dans cette entreprise qui le laissa ruiné ont aussi pu les conduire à y voir une folie, au sens premier du terme.

## Localisation
Le bâtiment est situé au 30, rue du Docteur-Sultzer, à la sortie nord de la ville de Barr, en direction de Strasbourg, et à l'extérieur de l'ancienne enceinte fortifiée. Sur le terrain acquis par Marco devant l'ancienne porte Feyl (Feylthor) se trouvait auparavant la chapelle Saint-Wolfgang, que la ville venait de faire démolir.

## Historique

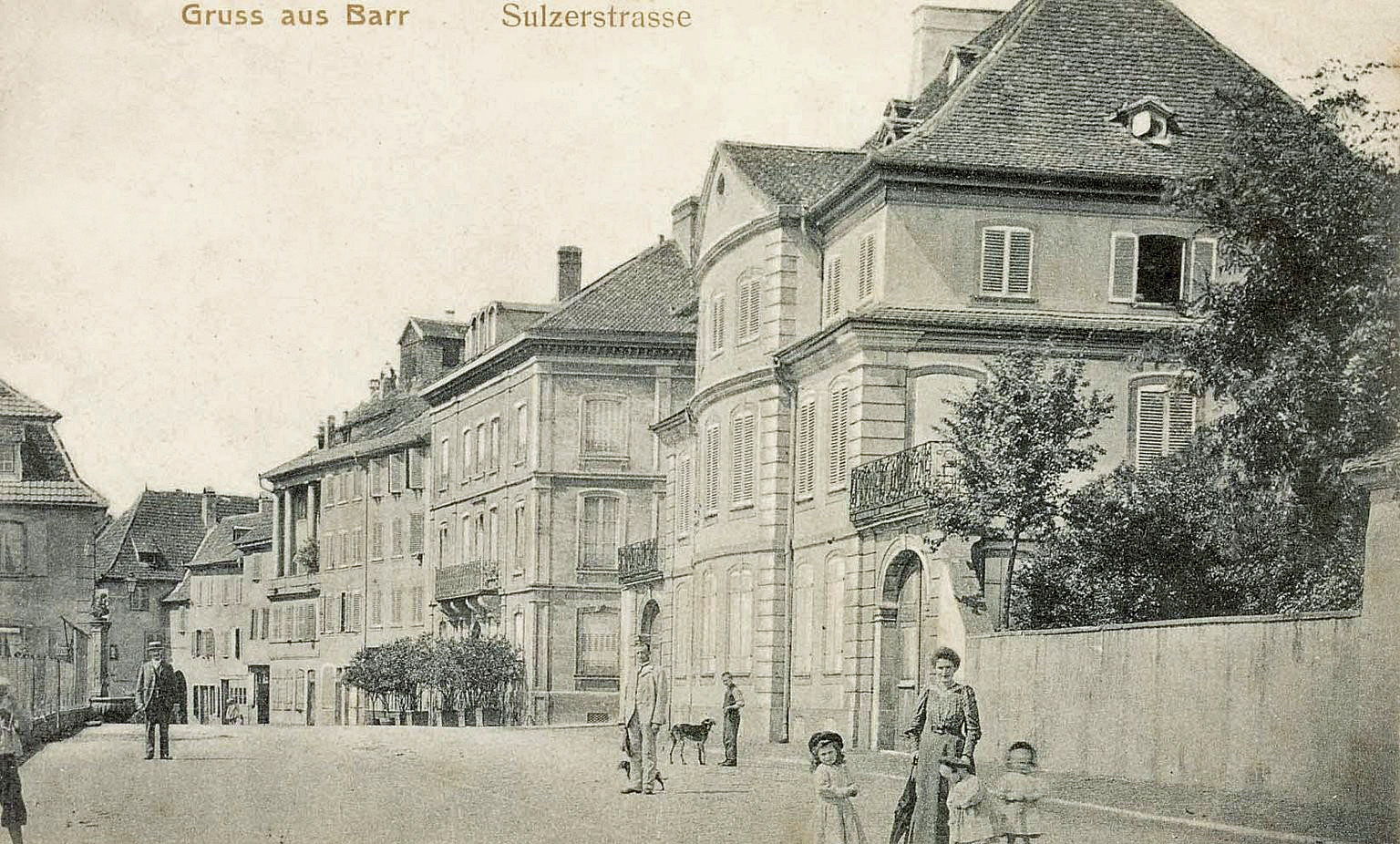
La Sulzerstrasse en 1906

Lorsque Louis Félix Marco (1718-1772), avocat au Conseil souverain d'Alsace, est nommé bailli de la seigneurie de Barr en 1750, il entreprend de faire construire une demeure à la hauteur de ses nouvelles fonctions, dont les travaux sont achevés en 1763. Après sa mort et à la suite de difficultés financières, son fils Louis Romain doit revendre la propriété à ses créanciers.

La veuve de l'un d'eux, Barbara Froehlich (1747-1816), s'y installe vers 1780 avec son second mari, le Strasbourgeois Jean-Christophe Kienlin (1747-1812), qui fait l'acquisition du vignoble situé face à la maison, lorsque celui-ci est vendu comme bien national après la Révolution.

Entre 1816 et 1922 la maison devient la résidence d'été de la famille strasbourgeoise Trawitz, des négociants de tabac prospères qui effectuent une série de transformations.
 
Après leur départ, en 1922, la maison est vidée de tous ses meubles et acquise par Henri (1871-1960) et Gustave Schwartz (1872-1960), des Barrois de souche qui l'entretiennent avec soin et y installent leurs collections de meubles bourgeois. L'édifice fait l'objet d'une inscription au titre des monuments historiques par un arrêté du 25 avril 1935. Sans héritiers, les deux frères décident de léguer la résidence à la commune, à la condition que celle-ci la transforme en musée. Le musée ouvre en 1964.

## Architecture
L'inscription au titre des monuments historiques concerne principalement certaines parties extérieures de l'édifice : les façades, les toitures du bâtiment principal, les deux portes cochères – qui permettaient aux voitures d'entrer par un côté et de ressortir par l'autre – et leurs balcons – dont la ferronnerie porte les armes de Félix Marco et de son épouse Catherine Richarde Cunigonde Kien –, autant de caractéristiques qui donnent à la maison son caractère seigneurial.

Dans la propriété, les façades du pavillon des communs et sa toiture à comble brisé, ainsi que les deux petits pavillons d'angle bénéficient également de l'inscription.
Lui aussi inscrit, un escalier intérieur en chêne de style Louis XIV, doté d'une rampe à balustres sculptée, dessert les trois niveaux de la maison, dont chacun comporte une grande pièce centrale, destinée à des réceptions mondaines.

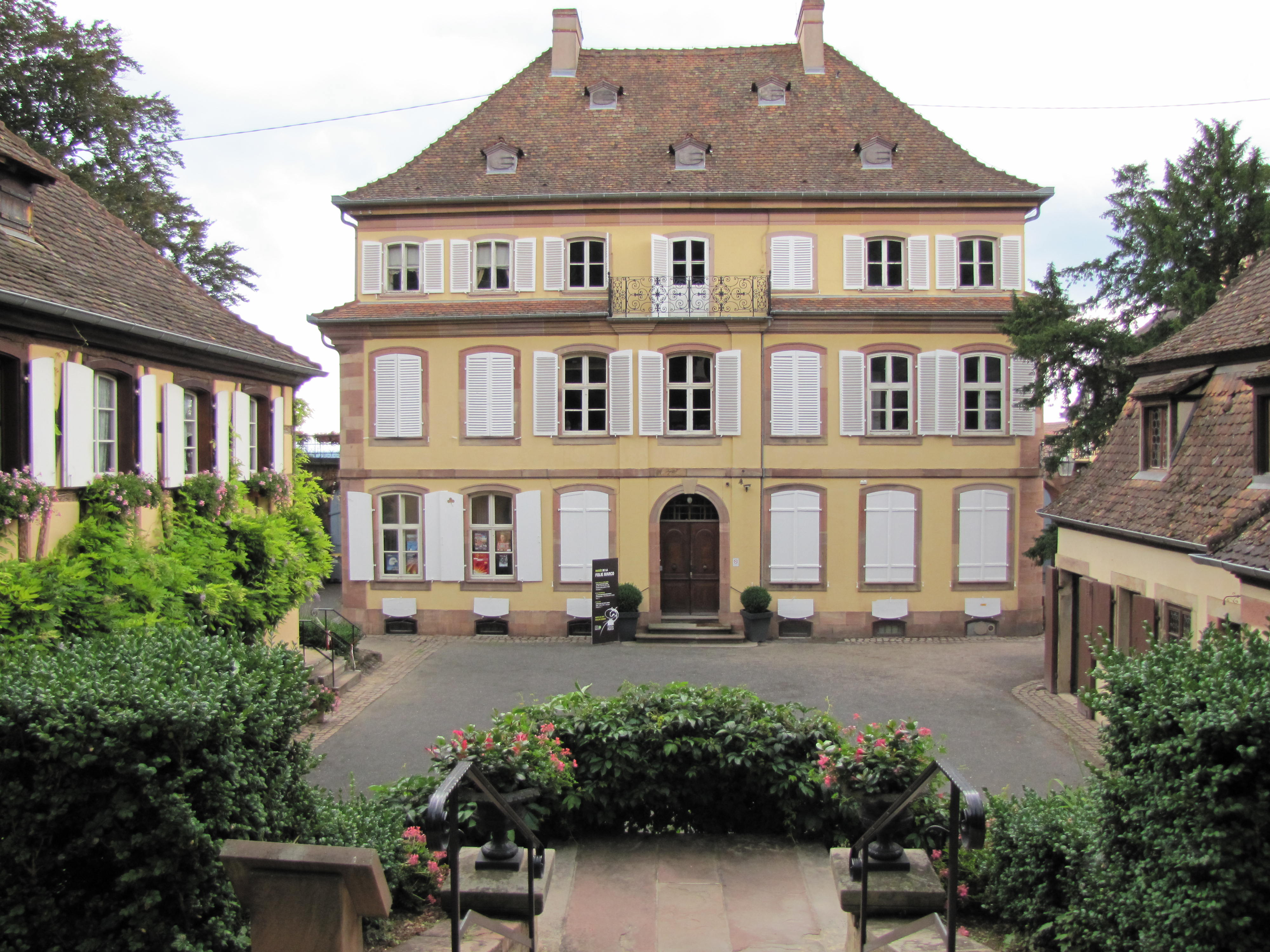
Façade intérieure
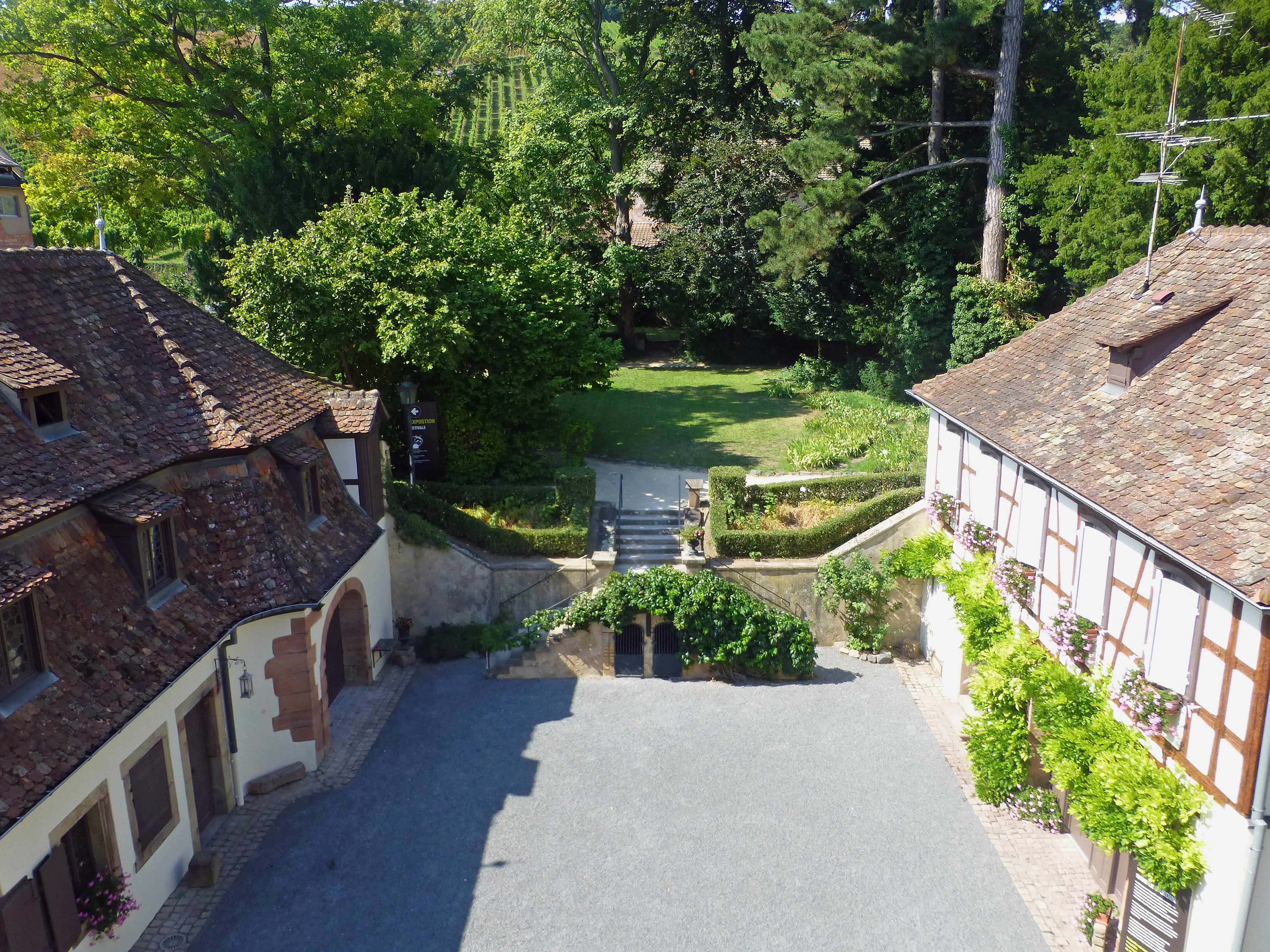
Vue sur les communs
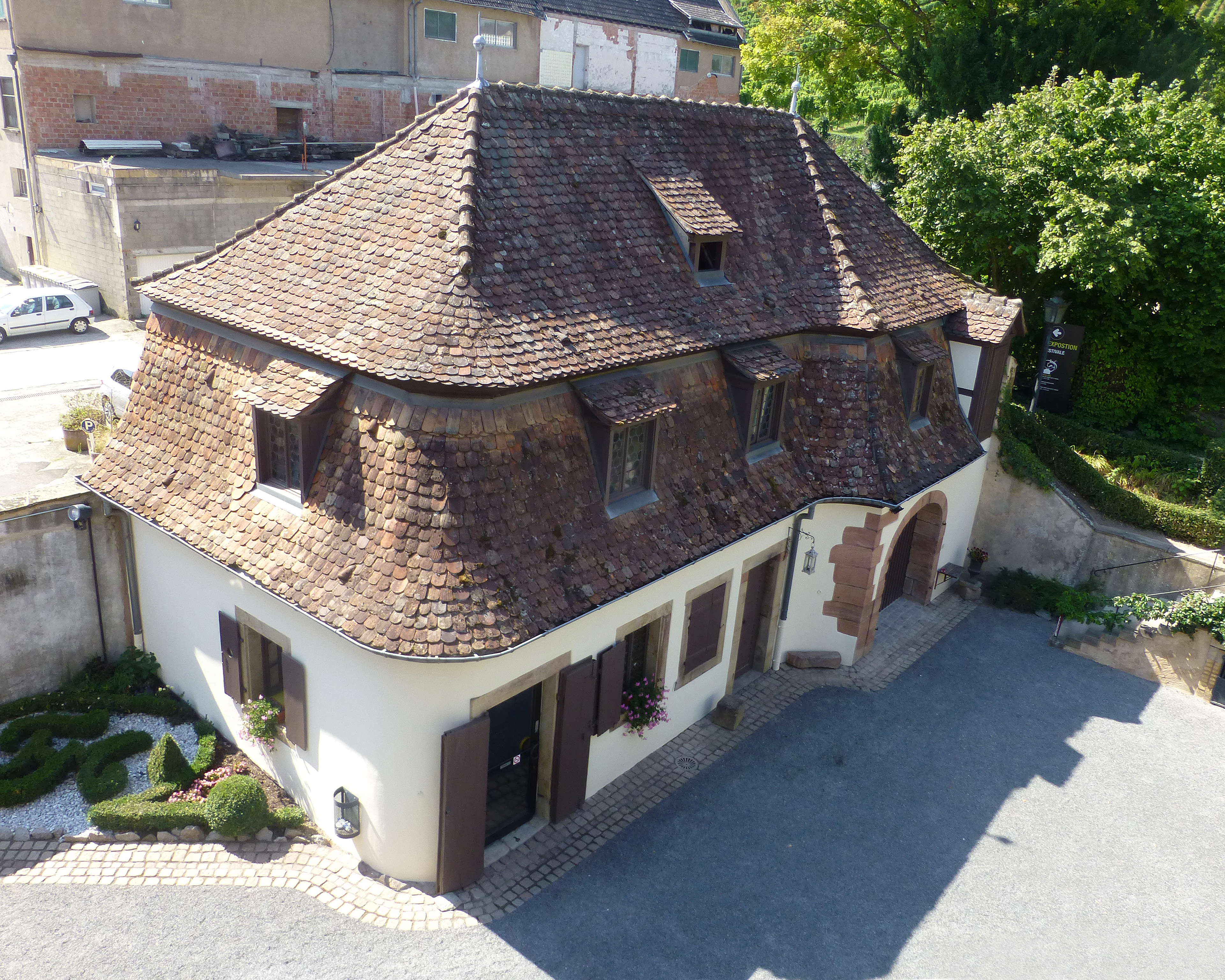
Toiture à comble brisé
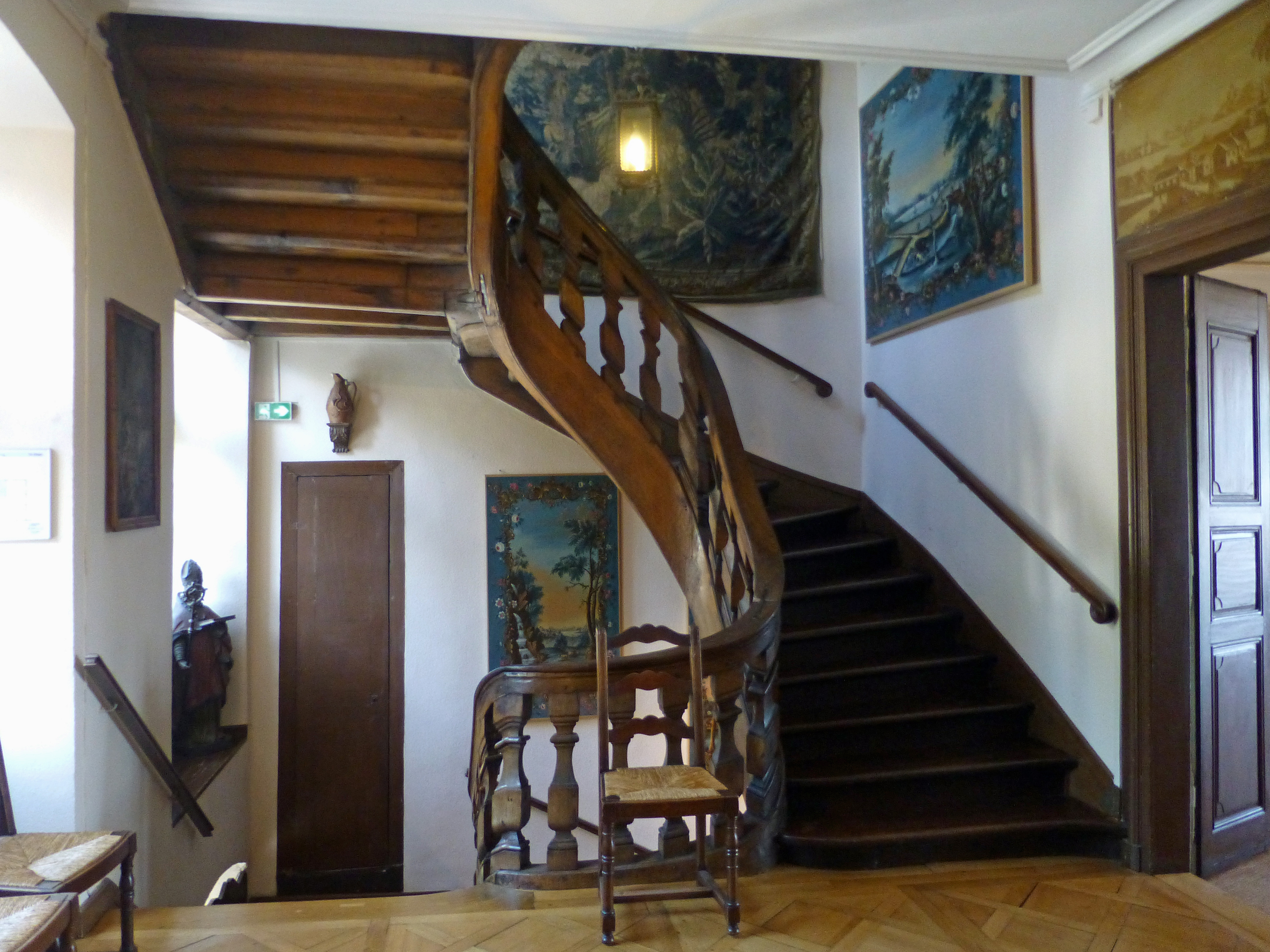
Escalier à balustres

## Jardin
Créé au XVIIIe siècle, plusieurs fois modifié, puis rénové en 2001, le jardin couvre une superficie de 2 400 m2 et abrite de grands arbres aux essences variées datant de la première moitié du XIXe siècle, notamment un hêtre pourpre, des pins noirs et un if majestueux, ainsi que des plantes vivaces et grimpantes, telles chèvrefeuille, polygonum et rosiers grimpants, et diverses fleurs annuelles, pulmonaires, iris, hémérocalles, ou encore geranium.
Des gloriettes et divers éléments lapidaires agrémentent l'espace. Dans le mur de clôture situé à l'est est enchâssé un balcon à atlantes en provenance de l'abbaye d'Andlau.

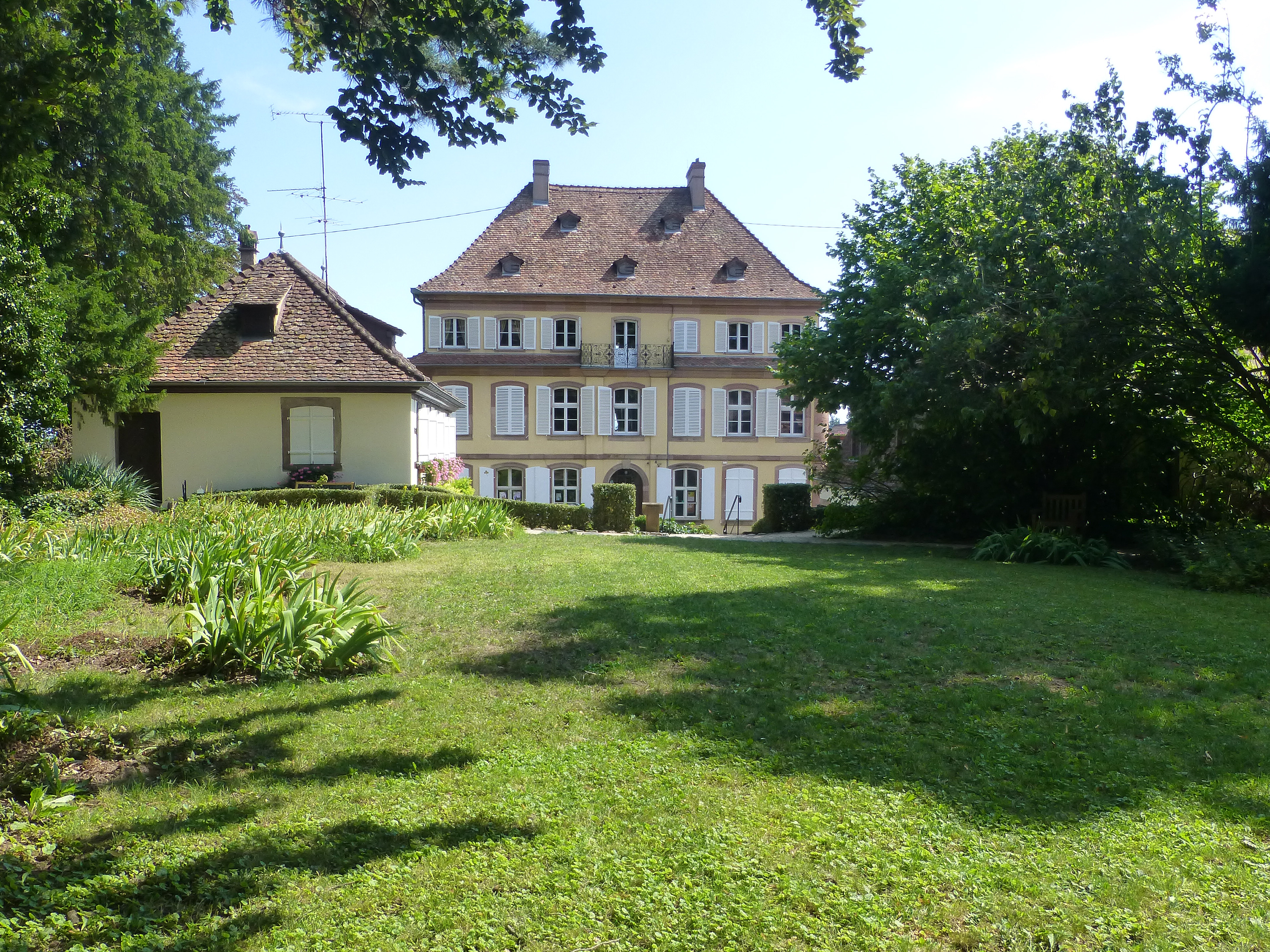
Vue sur le parc
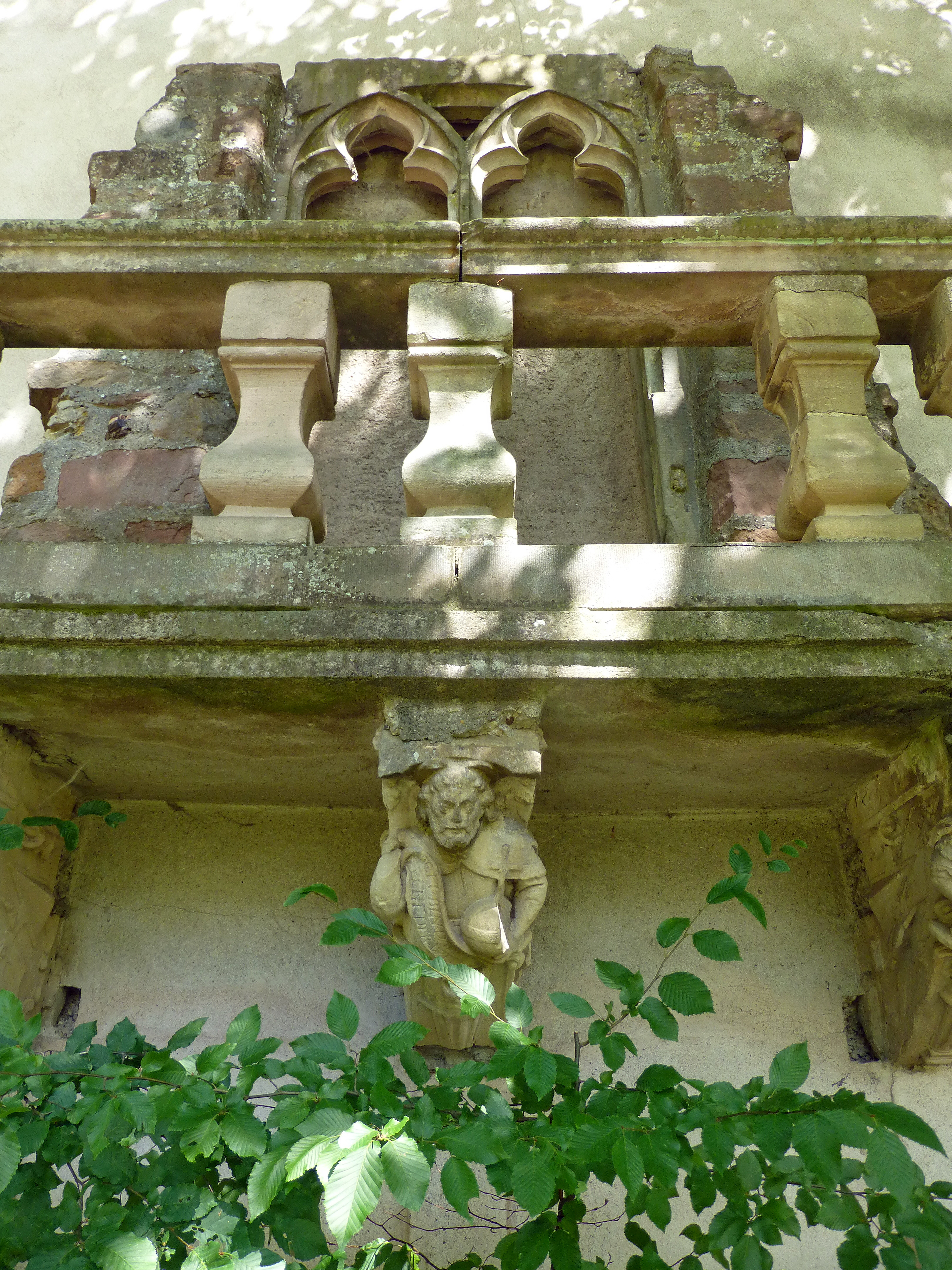
Balcon à atlantes
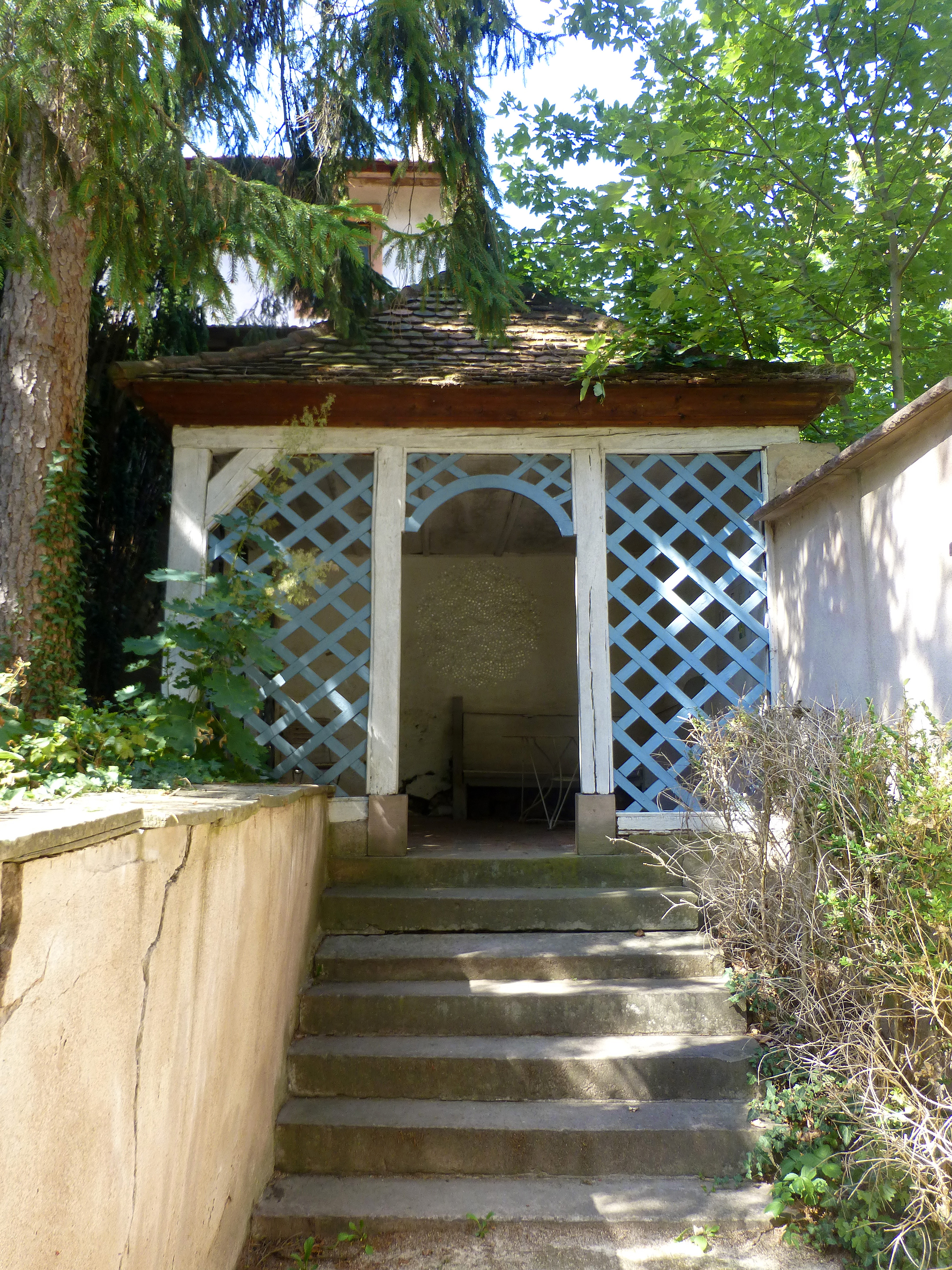
Gloriette
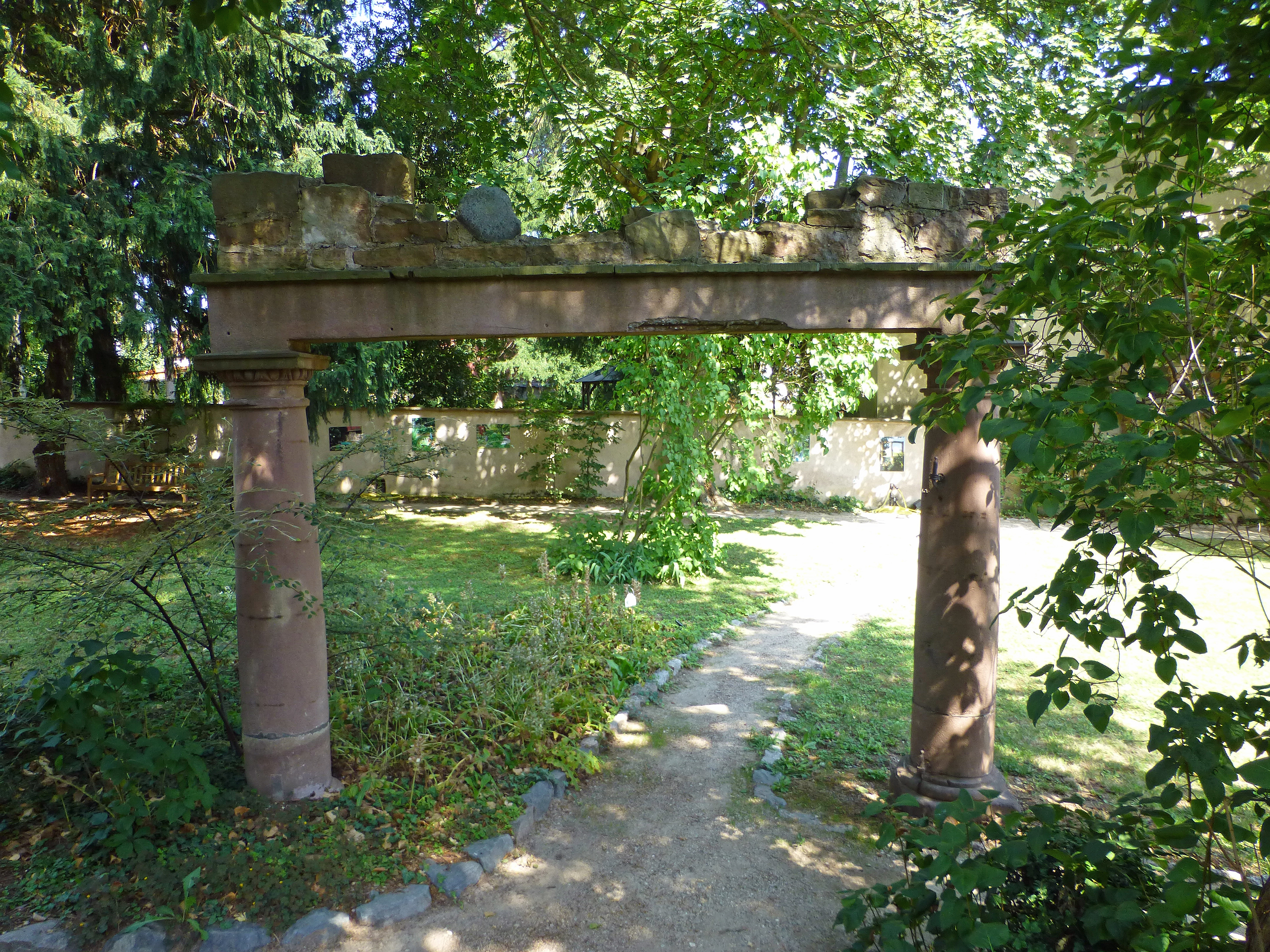
Vestiges lapidaires

## Vignoble
Face au musée, la vigne, datée du Moyen Âge, fait partie du domaine depuis la Révolution, lorsqu'elle fut achetée par Jean-Christophe Kienlin. Une colonne commémorative du XIXe siècle est érigée à l'entrée du clos. Une plaque, encastrée dans cette colonne après 1922, donne la liste des propriétaires successifs, depuis le Grand Chapitre de Strasbourg. 

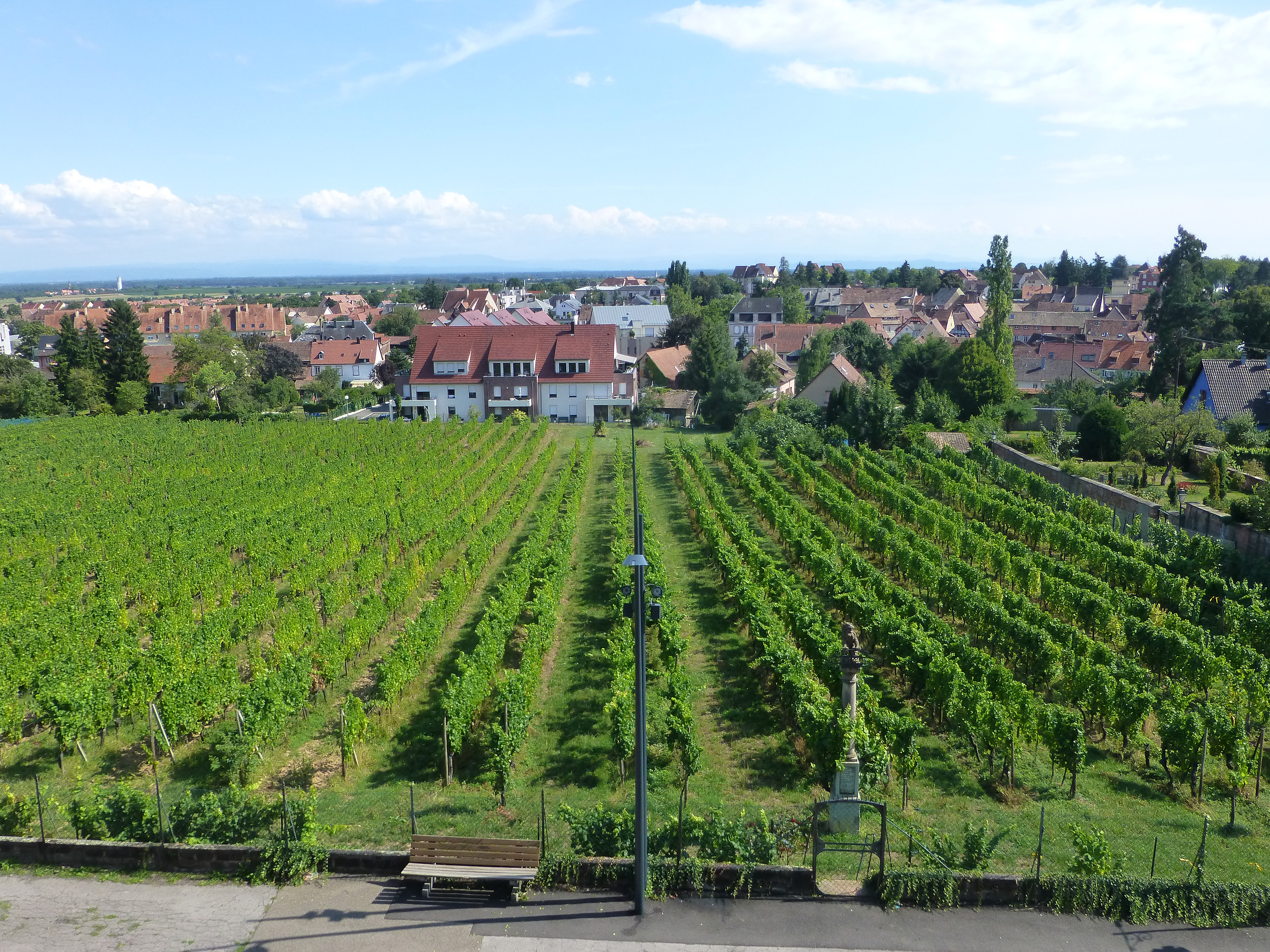
Panorama depuis les fenêtres du musée
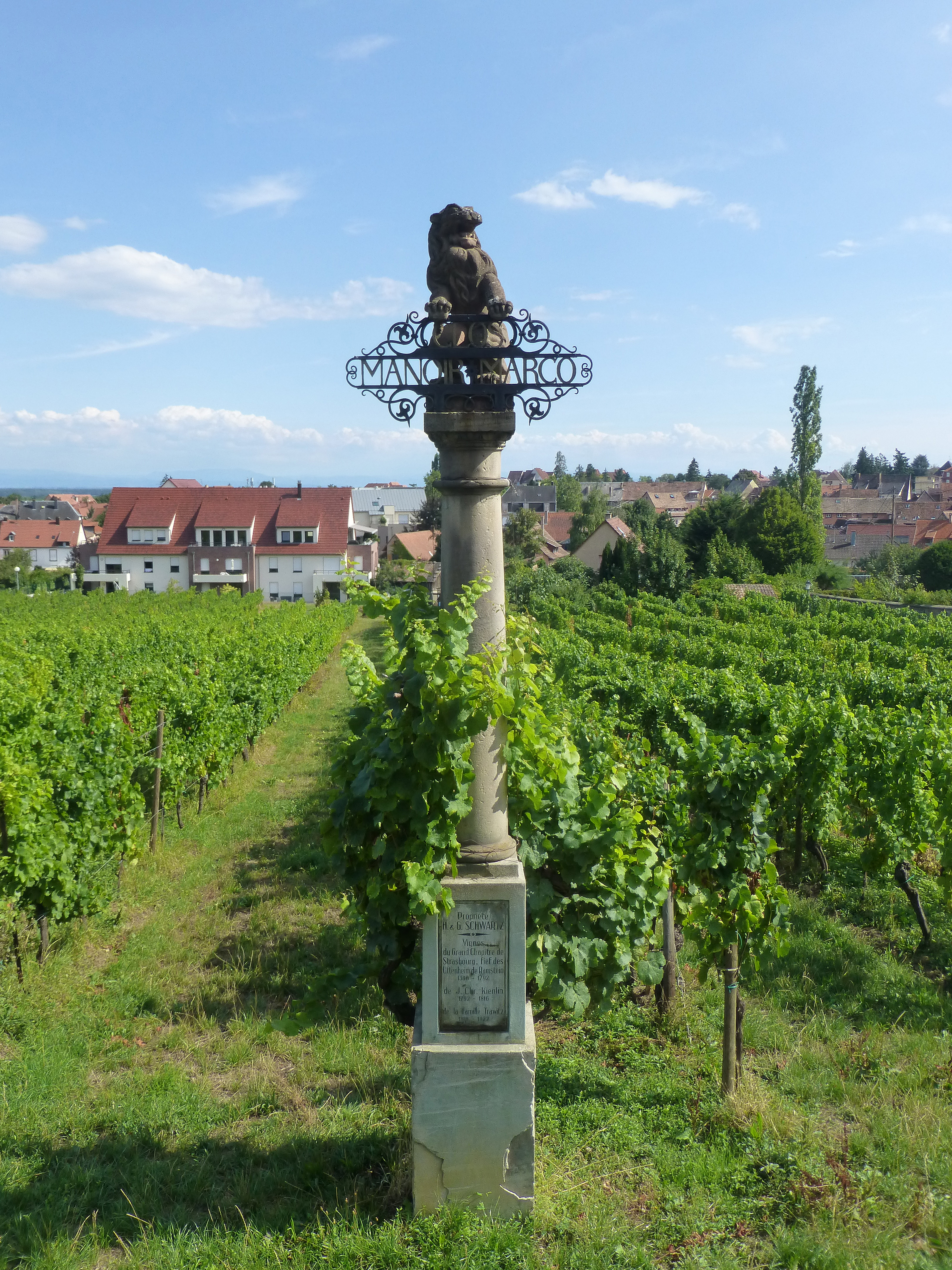
Colonne du clos de la Folie Marco
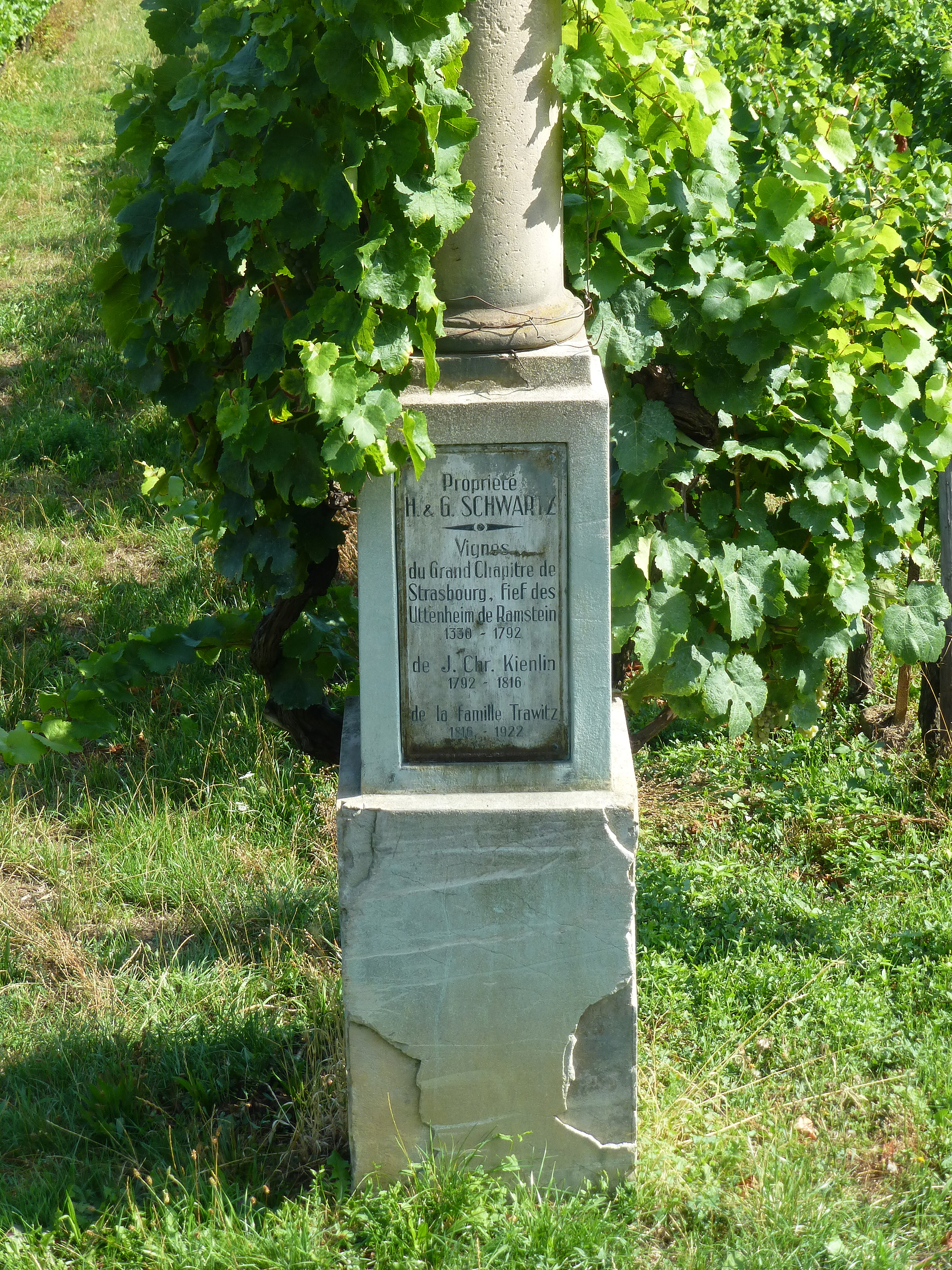
Histoire du vignoble sur le socle de la colonne

## Collections
La disposition des objets de la collection peut varier au fil du temps, notamment en fonction des expositions temporaires. Cette description s'appuie principalement sur celle mise en ligne par le musée en 2015 et, pour la partie historique, sur la brochure rédigée par Hans Haug en 1964, puis révisée par le conservateur Marcel Krieg en 1993, également sur les notices de l'Inventaire général du patrimoine culturel.

### Rez-de-chaussée
On accède aux collections par la seule porte extérieure ouvrant sur la cour. Dans un angle du vestibule, une bibliothèque en chêne à deux corps, de style Louis XV, est la seule pièce subsistant du mobilier d'origine. Des trophées en bas-relief rappellent que le bailli Marco était amateur de chasse.
Grande salle à mangerL’ensemble du mobilier est en noyer, d'époque Restauration. Une vitrine située à droite de la porte présente des porcelaines de la première moitié du XIXe siècle, la plupart en « Vieux Paris ». Au centre, un service à café en faïence lustrée de Sarreguemines (vers 1820) est présenté sur une table ronde à rallonges constituée de deux tables en demi-lune, entourée de douze chaises gondoles à garniture amovible, de fabrication strasbourgeoise.

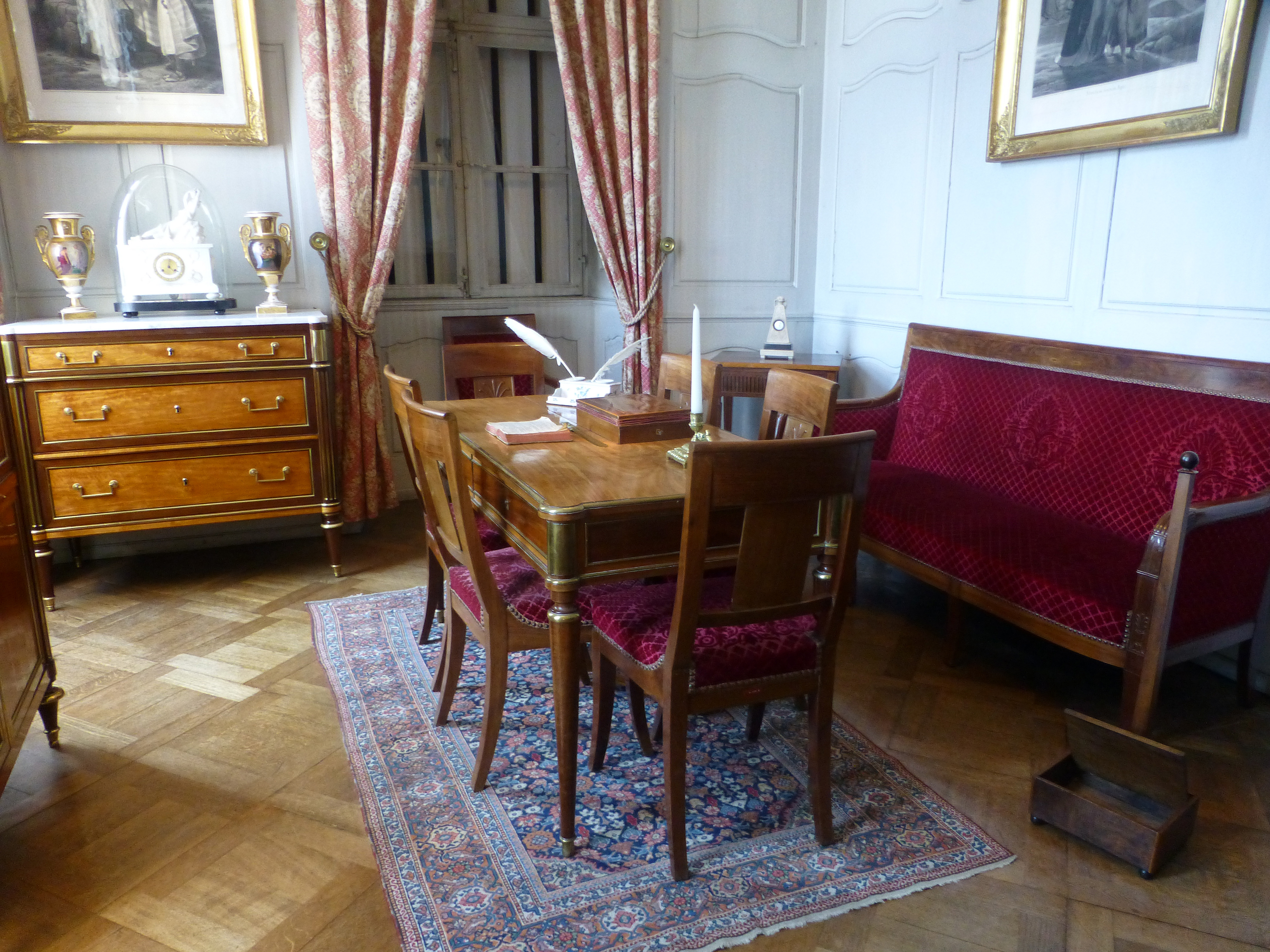
Le petit bureau

BureauLe petit salon de droite semble avoir été le bureau personnel du premier propriétaire. Une commode en acajou moucheté porte l'estampille de G. Beneman, ébéniste du Roi à Paris. Une table rectangulaire à pieds tronconiques, transformée d'un piano-forte, porte au revers de la boîte de résonance une étiquette authentifiant le facteur de pianos parisien : « Érard frères et Cie, rue du Mail, no 37 à Paris, 1801 ». Le canapé et les chaises en acajou et velours rouge sont d'époque Restauration.
Chambre bleueLa petite chambre de gauche doit son nom aux camaïeux bleus d'origine. Grâce à une alcôve, la pièce a été transformée en chambre à coucher. Le mobilier témoigne de l'évolution des styles au début du XIXe siècle et quelques éléments – sculptures en lion ou palmier – font écho à l'inspiration égyptienne qui succéda à l'expédition en Égypte de Bonaparte. Une glace de trumeau, placée au-dessus de la cheminée, date de l'époque des Trawitz, en 1816, et porte la signature de la manufacture du Sarrebourgeois Joseph Beunat.

### Premier étage
Depuis la fenêtre du palier, on aperçoit le toit à la Mansart des communs, ainsi que le chenil qui se trouvait sous l'escalier à double volée menant au jardin. Sur un mur, un fac-similé du testament de 1933 témoigne du legs de la propriété à la Ville de Barr.
Salon de musiqueSur deux cloisons, des décors muraux de ton brique, retrouvés sous le papier peint, ont été restaurés. À l'exception de la table et des chaises qui datent du début du Consulat, le mobilier est d'époque Restauration. Trois statues en cire, créées à l'occasion du bicentenaire de la Révolution, entourent le piano-forte placé dans l'alcôve. La composition met en scène le baron de Dietrich et sa nièce, évoquant le tableau d'Isidore Pils, Rouget de l’Isle chantant La Marseillaise dans le salon du maire Dietrich à Strasbourg (1849). Le salon abrite aussi plusieurs toiles du peintre Martin Feuerstein, né à Barr en 1856, ainsi qu'un poêle légué au musée par la veuve de l'ancien maire Paul Degermann. Il s'agit d'un poêle en faïence Hugelin – une ancienne famille de poêliers strasbourgeois – qui porte la date 1887. Ses tambours sont séparés par des cercles en laiton. Des motifs de fleurs fines en gris bleu se détachent dans un cartouche ovale de feuilles d'acanthe rouges.

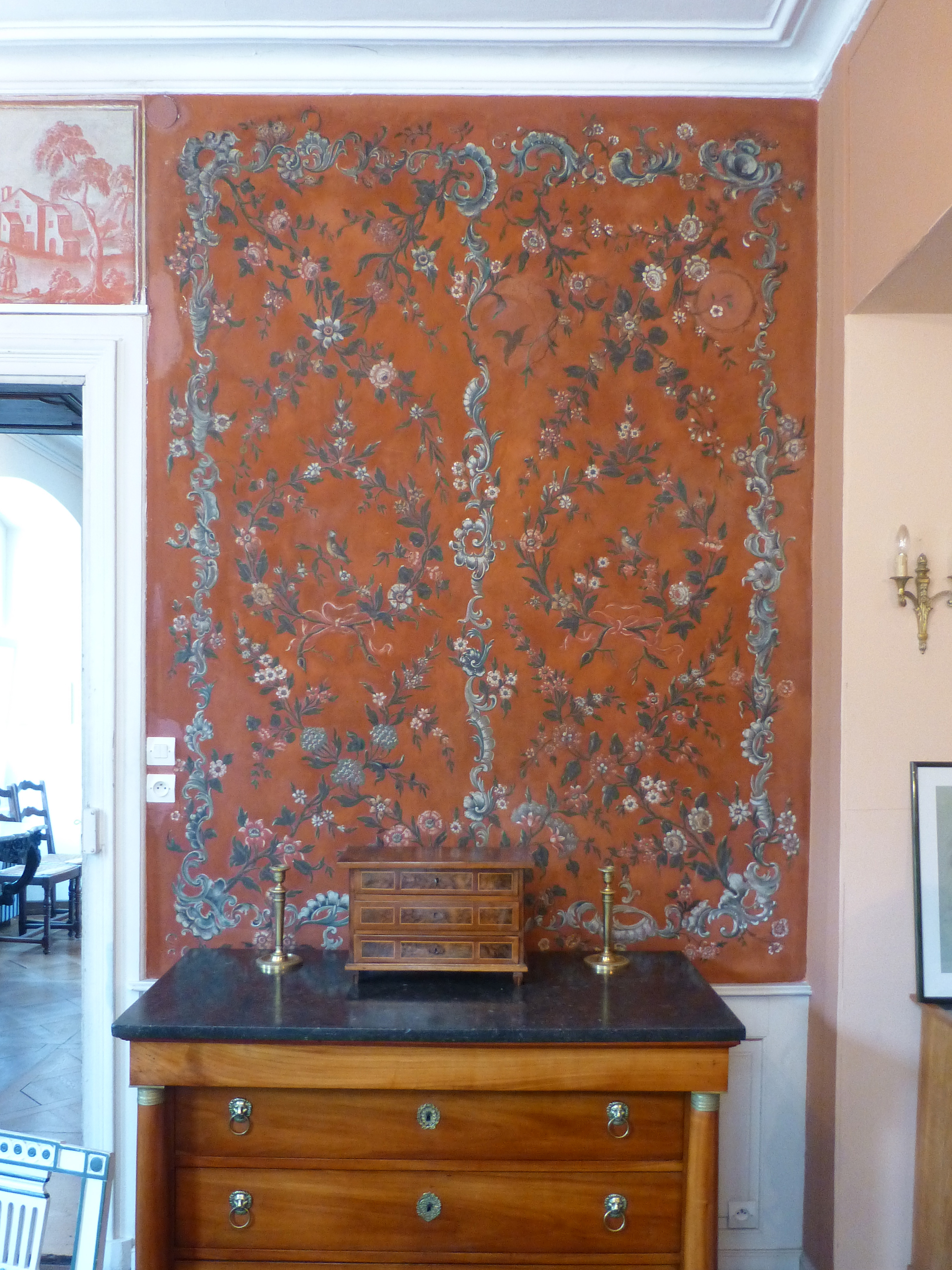
Décor mural restauré
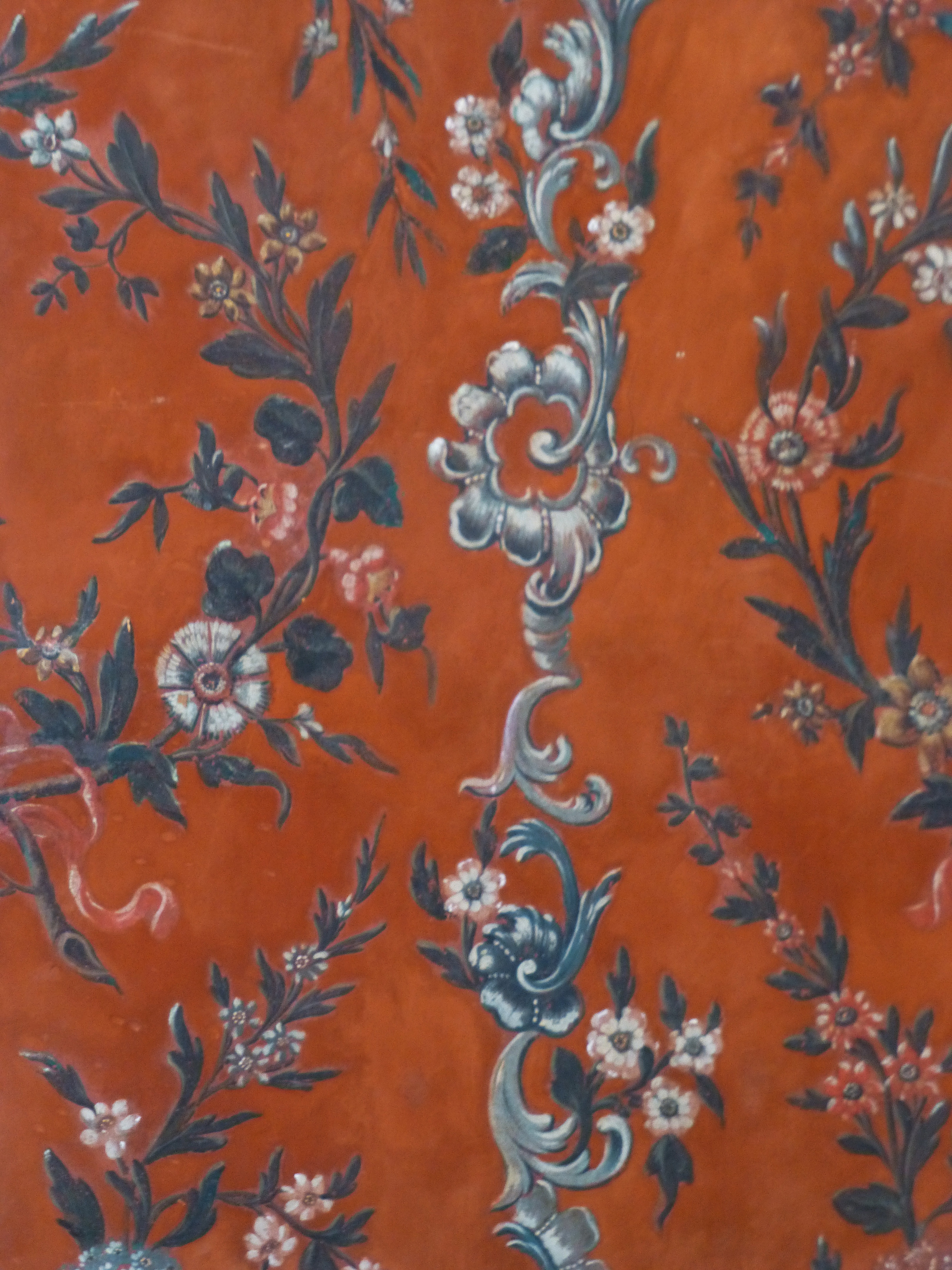
Décor mural (détail)
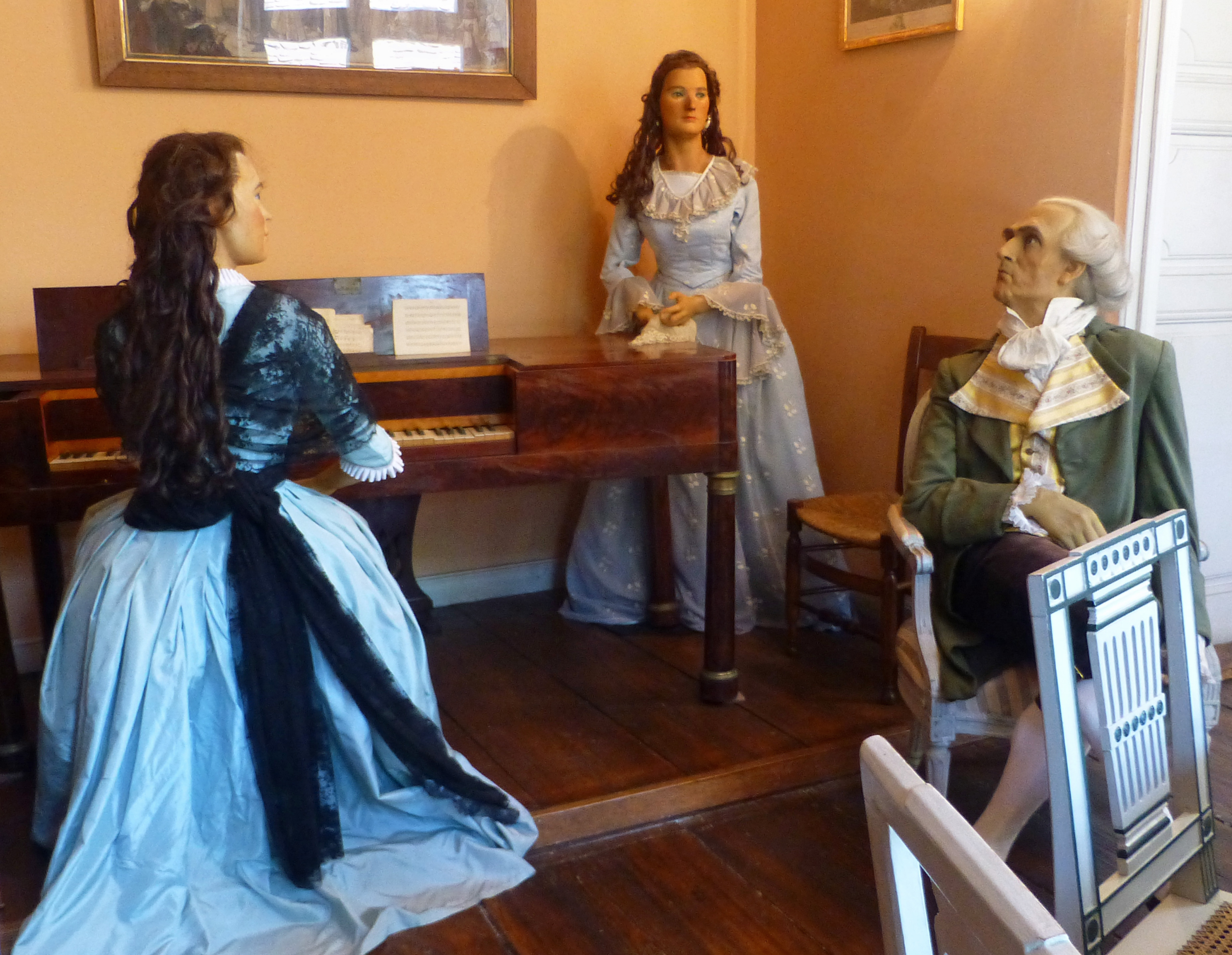
Le baron de Dietrich et sa nièce au piano
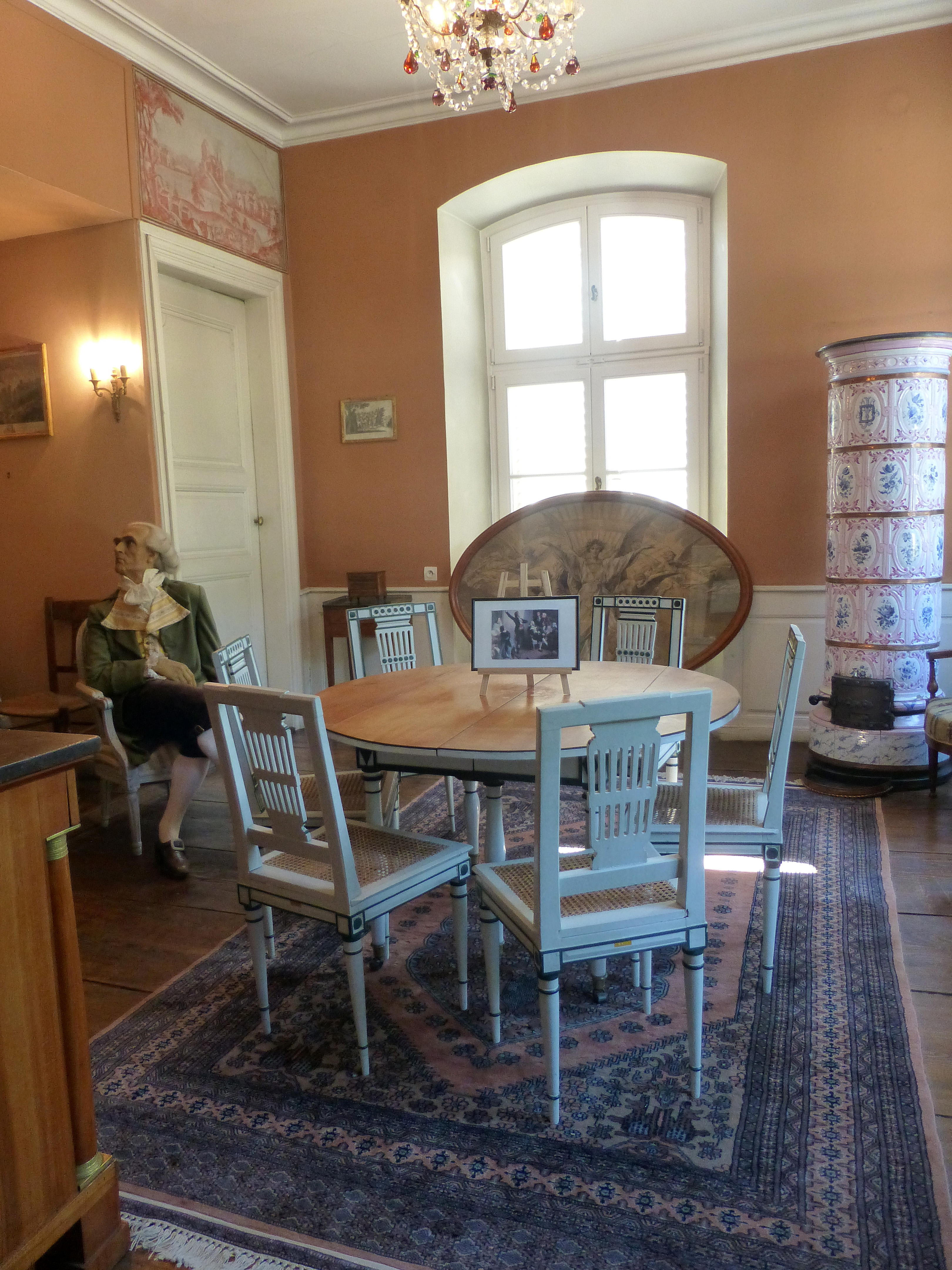
Table et chaises
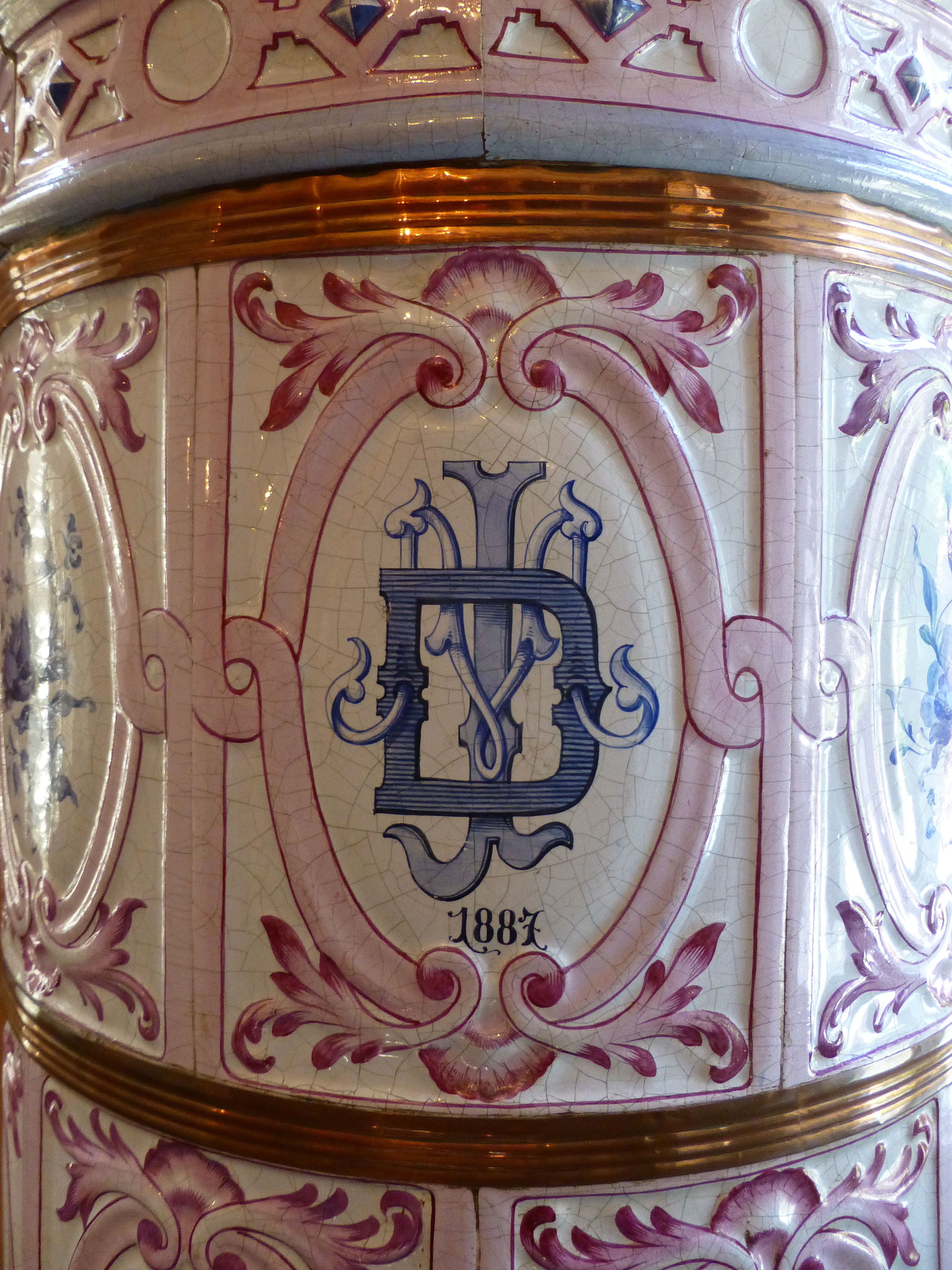
Poêle (détail)

Grand salon centralL'ensemble du mobilier réuni dans cette pièce est du XVIIIe siècle. Deux grandes commodes « en tombeau » se font face. L'une, en marqueterie de fleurs et de rinceaux, est dotée de trois tiroirs, dont un tiroir plat, dit « à gravures ». Au centre de la pièce se trouve une table pentagonale Louis XV, à pieds galbés. Un cartel à console en écaille verte et bronze doré est doté d'un cadran signé Perrin Hg du Roy à Metz. Une Vierge à l'Enfant, en céramique peinte et dorée, est la matrice du moule ayant servi à la fabrication de la Vierge en porcelaine de Niderviller conservée au musée national de Céramique à Sèvres.

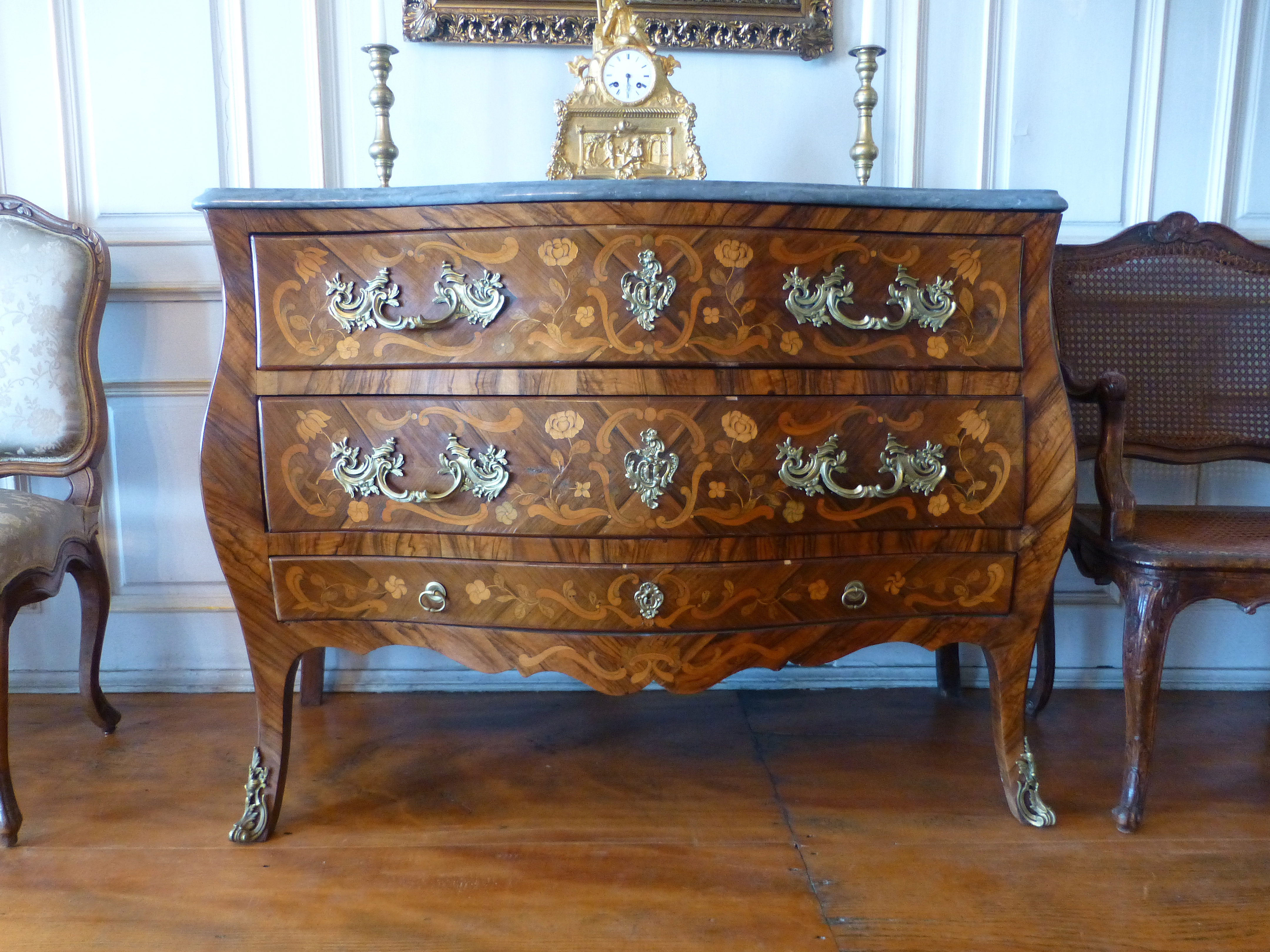
Commode à marqueterie
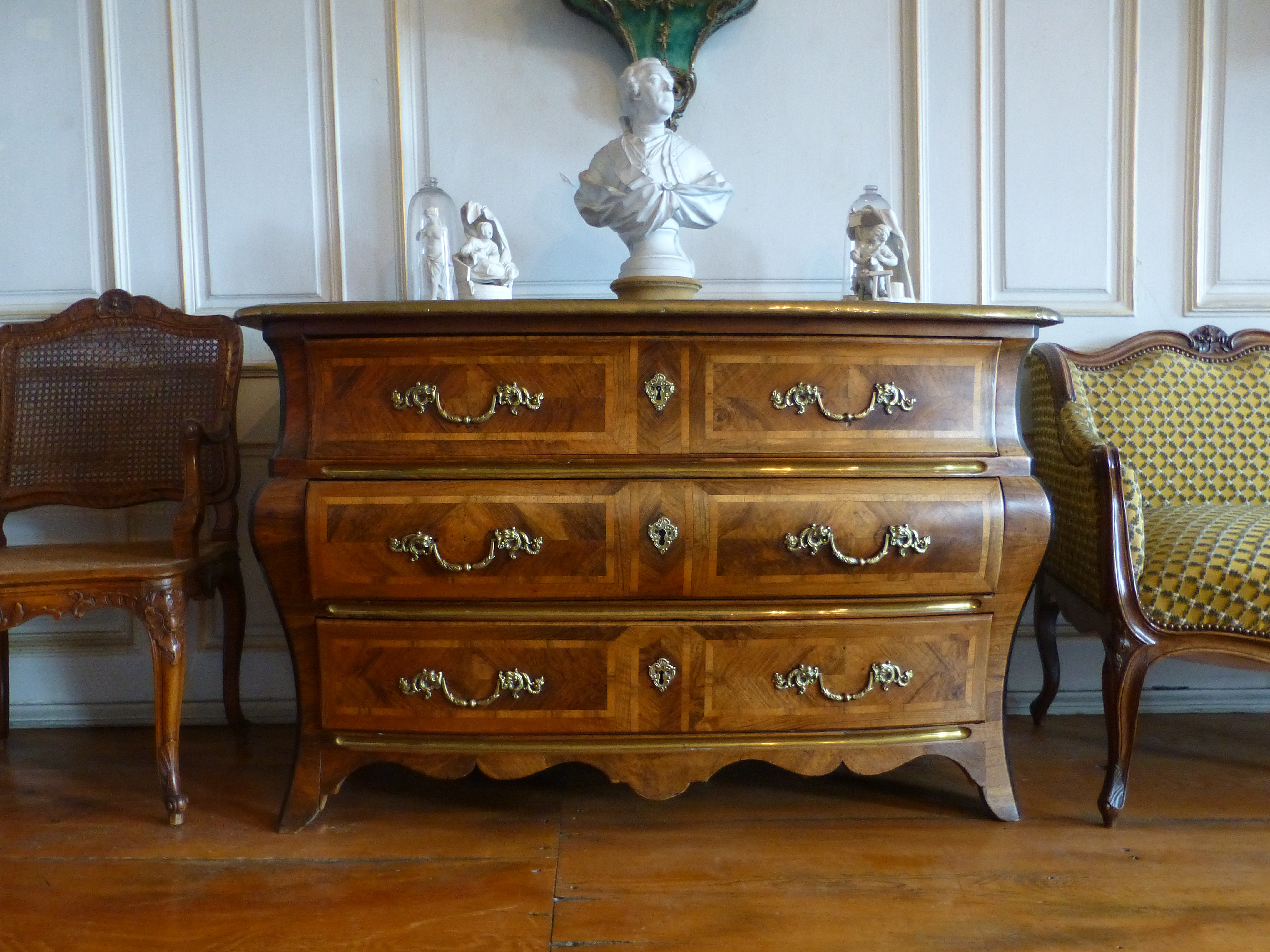
Commode tombeau
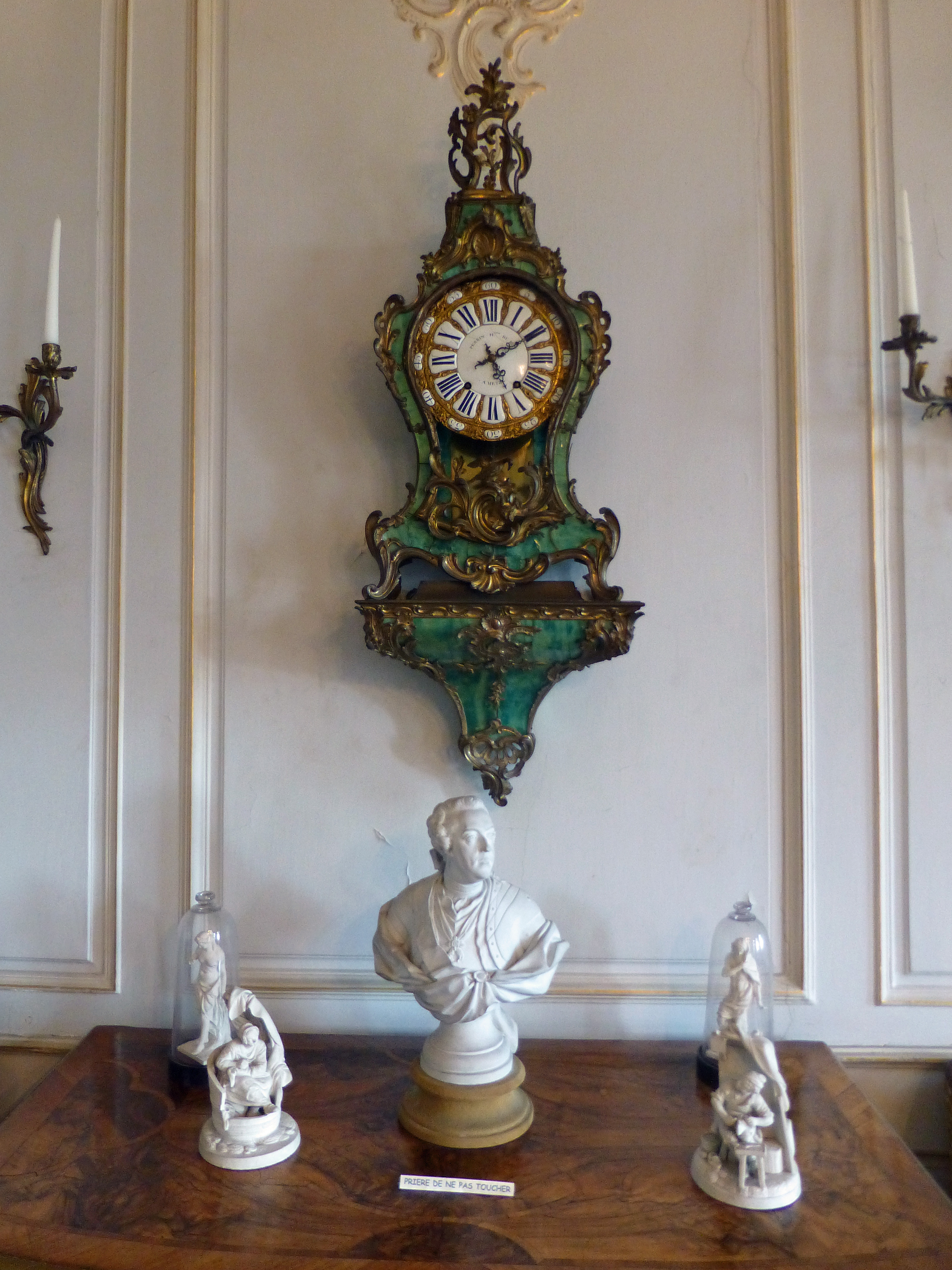
Cartel et buste de Louis XV
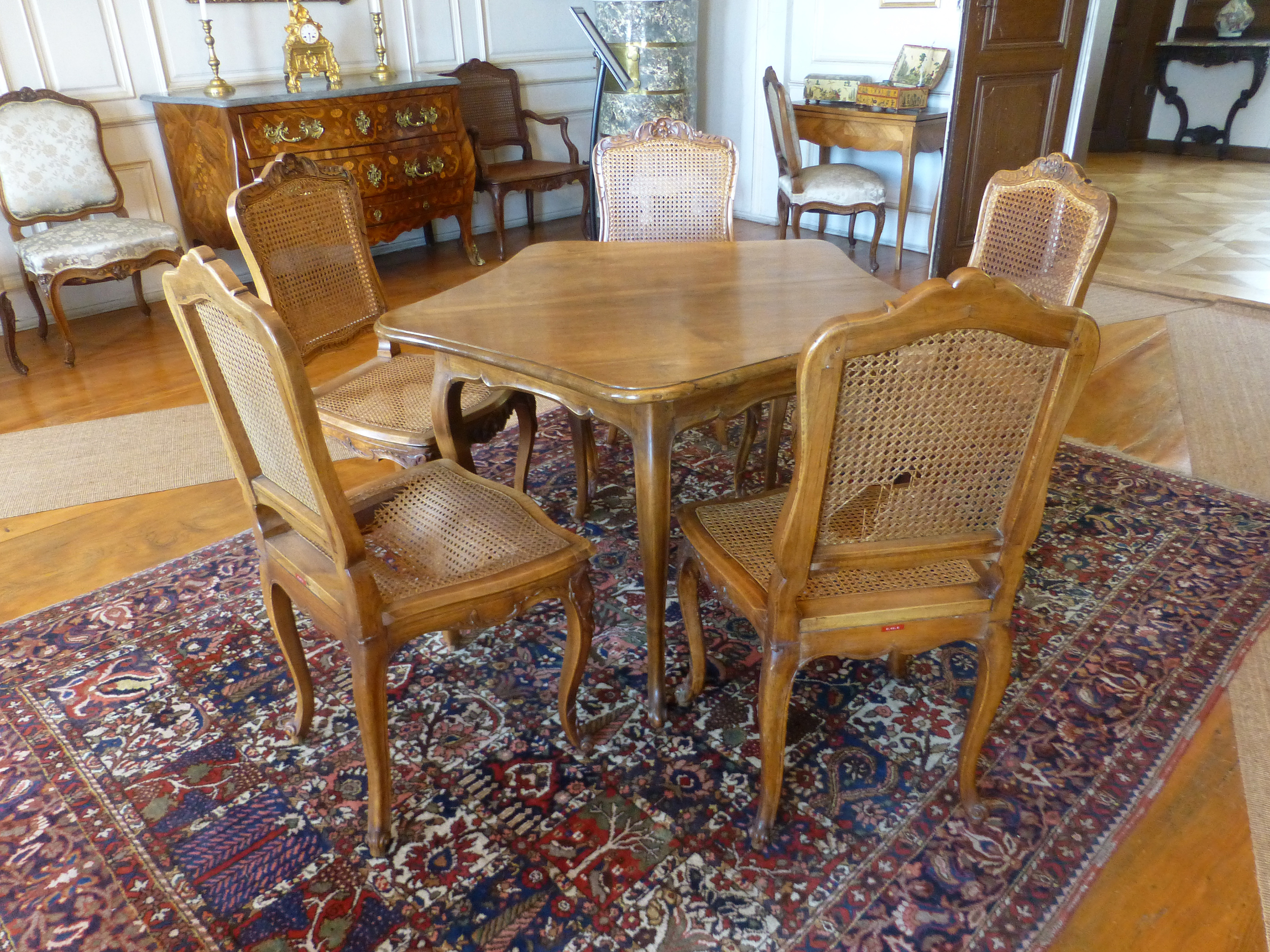
Table pentagonale
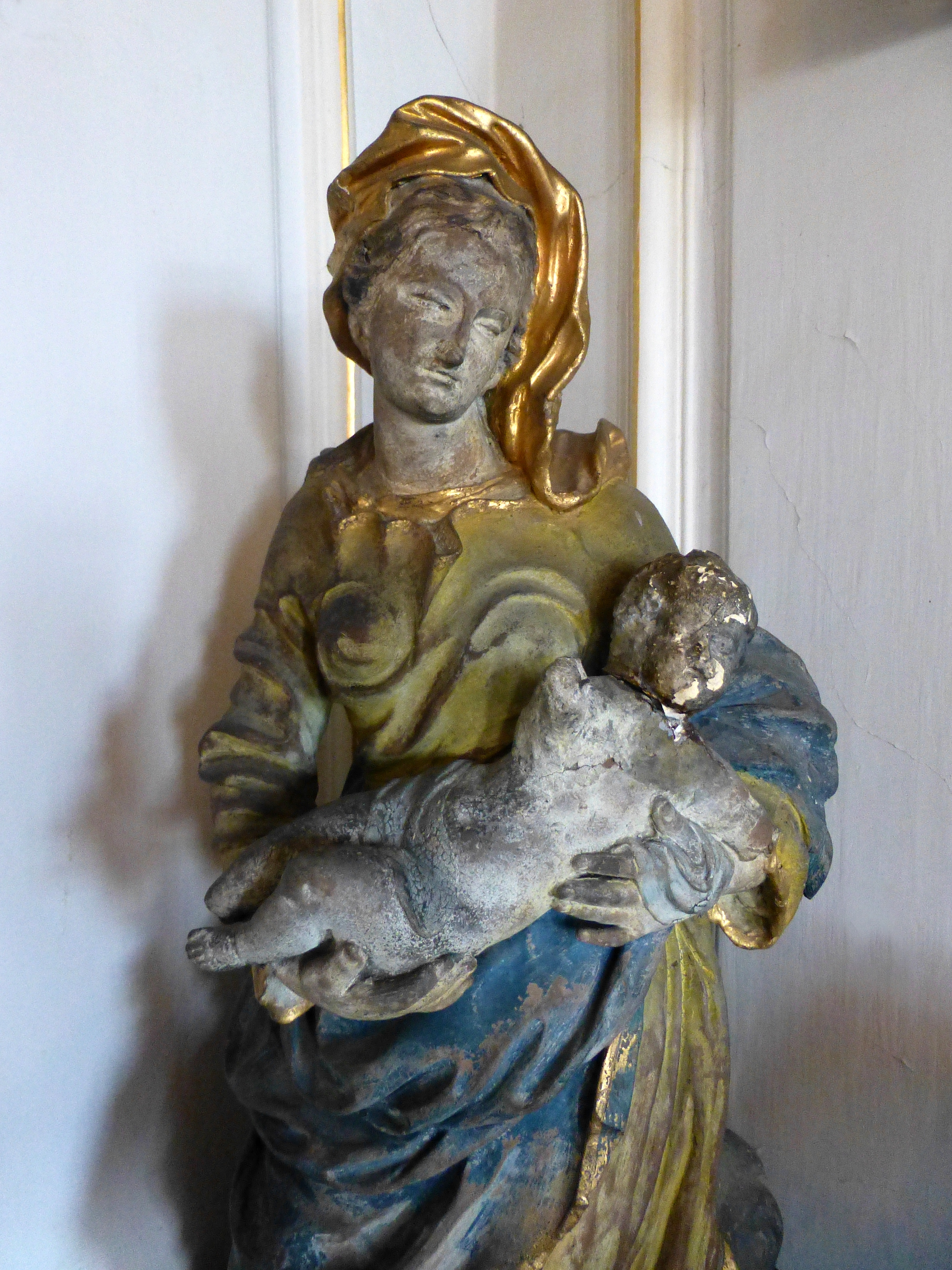
Vierge de Niderviller (détail)

Chambre d'Henri SchwartzSituée à droite du salon, l'ancienne chambre du notaire Henri Schwartz comporte une porte-fenêtre donnant sur le balcon au-dessus de la porte cochère. Elle a conservé son alcôve d'origine. Le mobilier est d'époque Restauration.
Chambre de Gustave SchwartzÉgalement dotée d'une porte-fenêtre, la petite pièce à gauche du salon est celle de son frère, Gustave Schwartz. L'alcôve y a été supprimée. Le mobilier, simple, date de la fin du XVIIIe siècle. Il comprend notamment un fauteuil de bureau en noyer, dont le dossier en demi-cercle est porté par un montant central dans l'axe du pied arrière. Cette chambre abrite aujourd'hui des portraits et des souvenirs de famille.

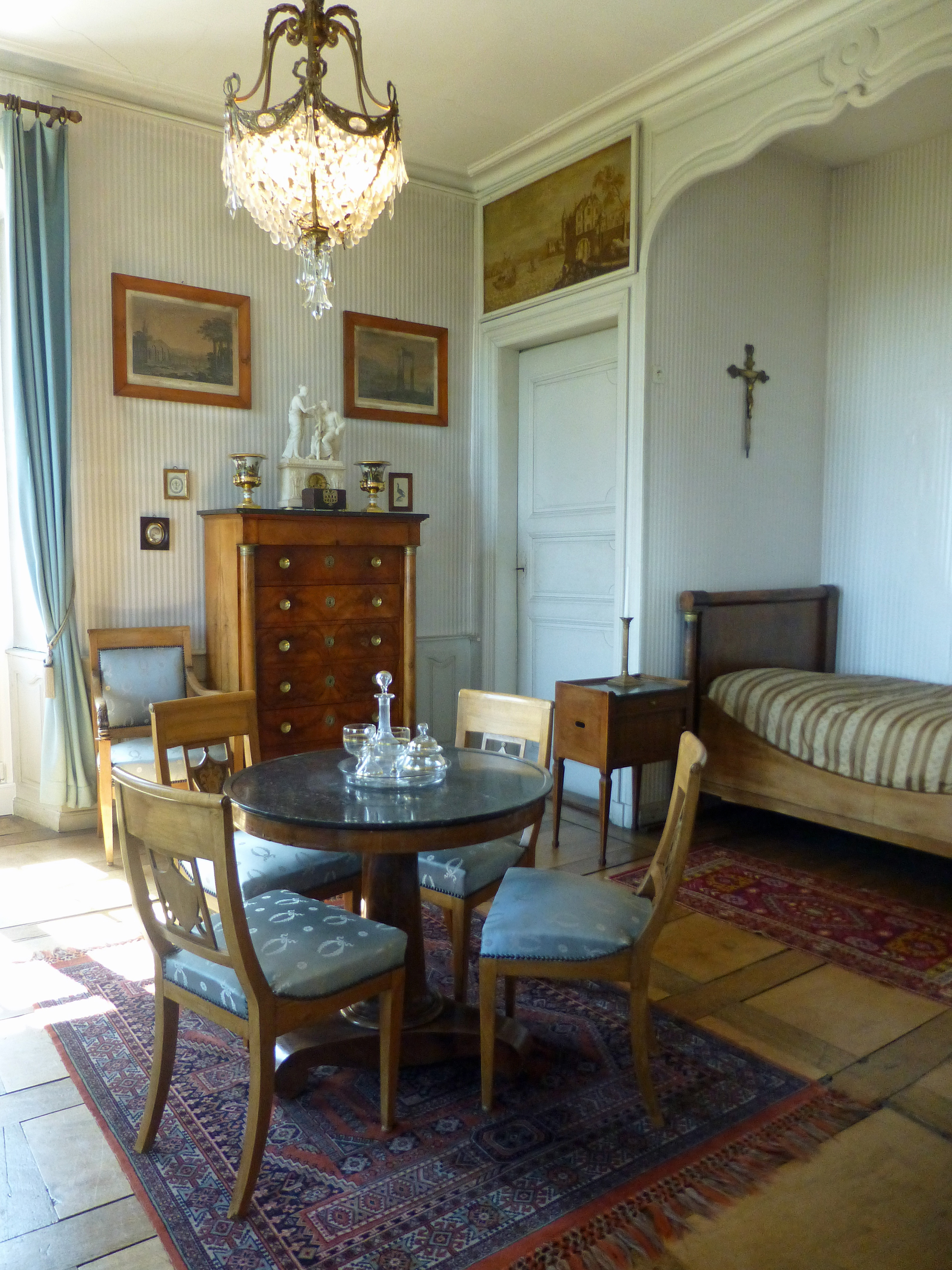
Chambre d'Henri Schwartz
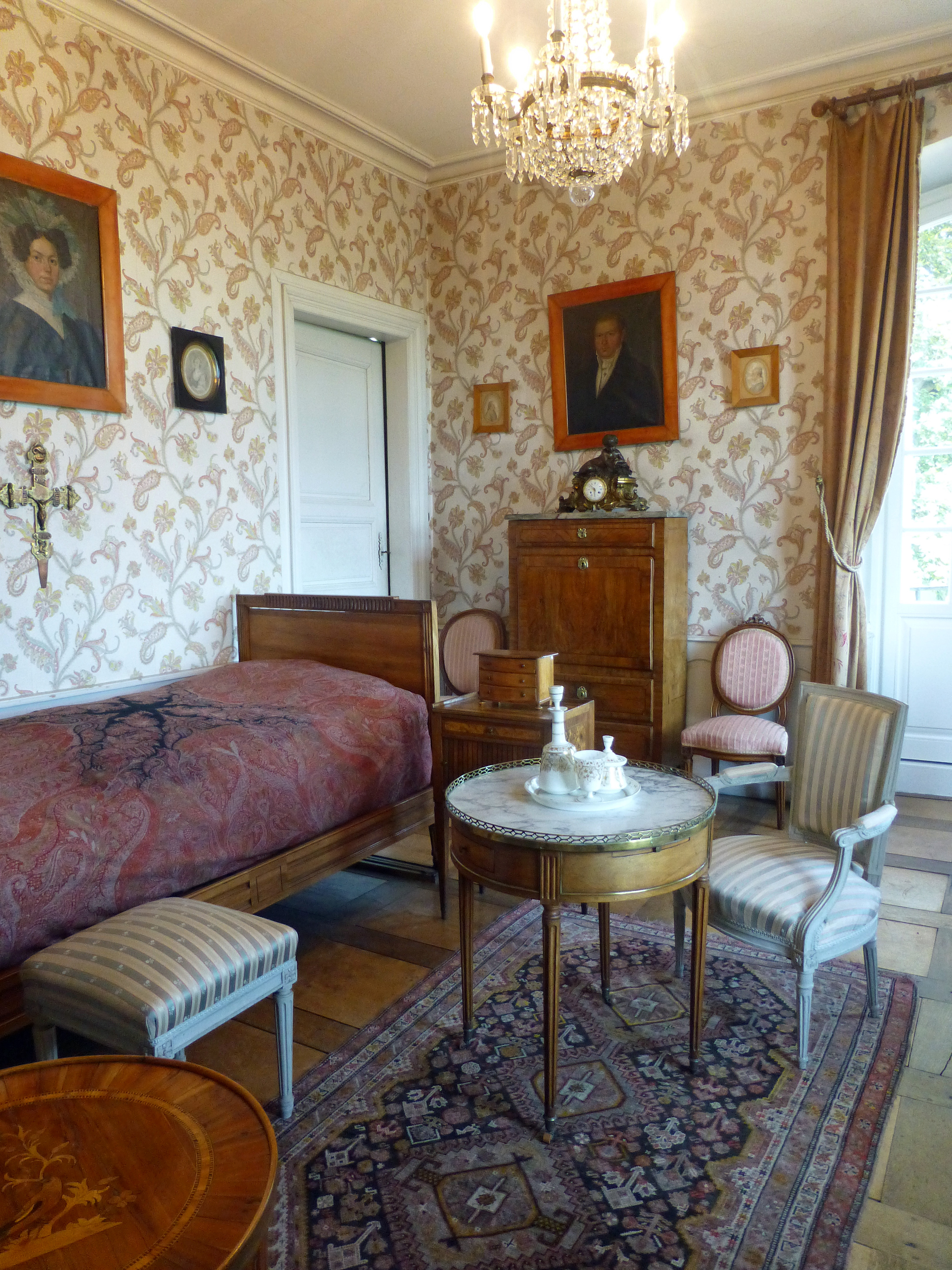
Chambre de Gustave Schwartz
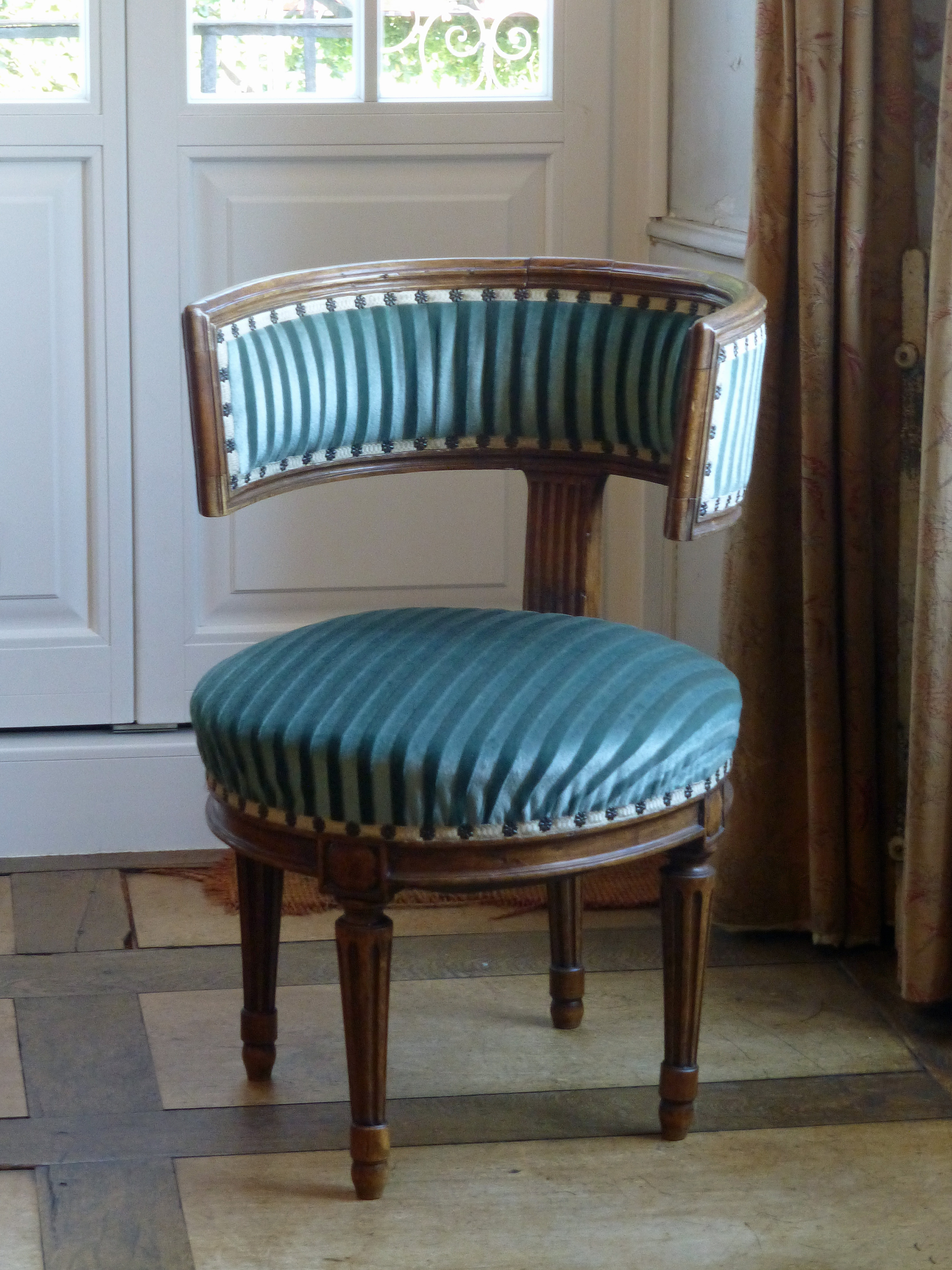
Chaise-fauteuil

### Deuxième étage
Sur le palier du second étage, d'où une porte de la fin du XVIIe siècle, en provenance du château d'Andlau, donne accès aux combles par un petit escalier, se trouvent un tabernacle à trois pans en chêne sculpté (vers 1700) et une Vierge en bois sculpté polychrome du XVIIIe siècle.
Grande salleLe mobilier bourgeois du XVIIe siècle de cette grande pièce comporte notamment deux imposantes armoires à sept colonnes, datée l'une de 1676, l'autre de 1693. La seconde est surmontée de brocs et pichets à bière décorés de l'étoile des brasseurs. Les différents sièges témoignent de l'évolution progressive de la tradition Louis XIII vers le style Louis XIV (formes contournées, dossiers en chapeau de gendarme et accotoirs).

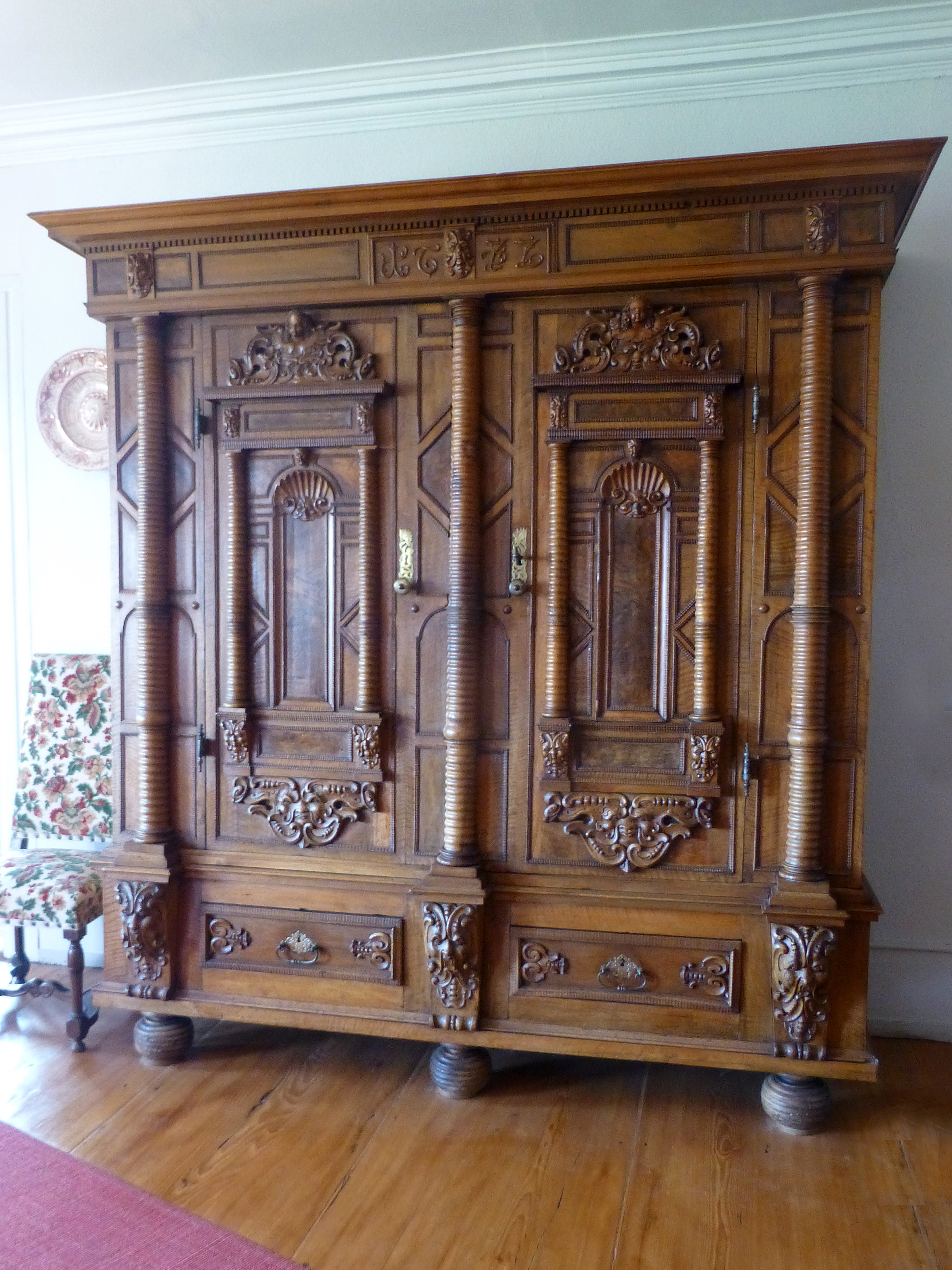
Armoire à sept colonnes
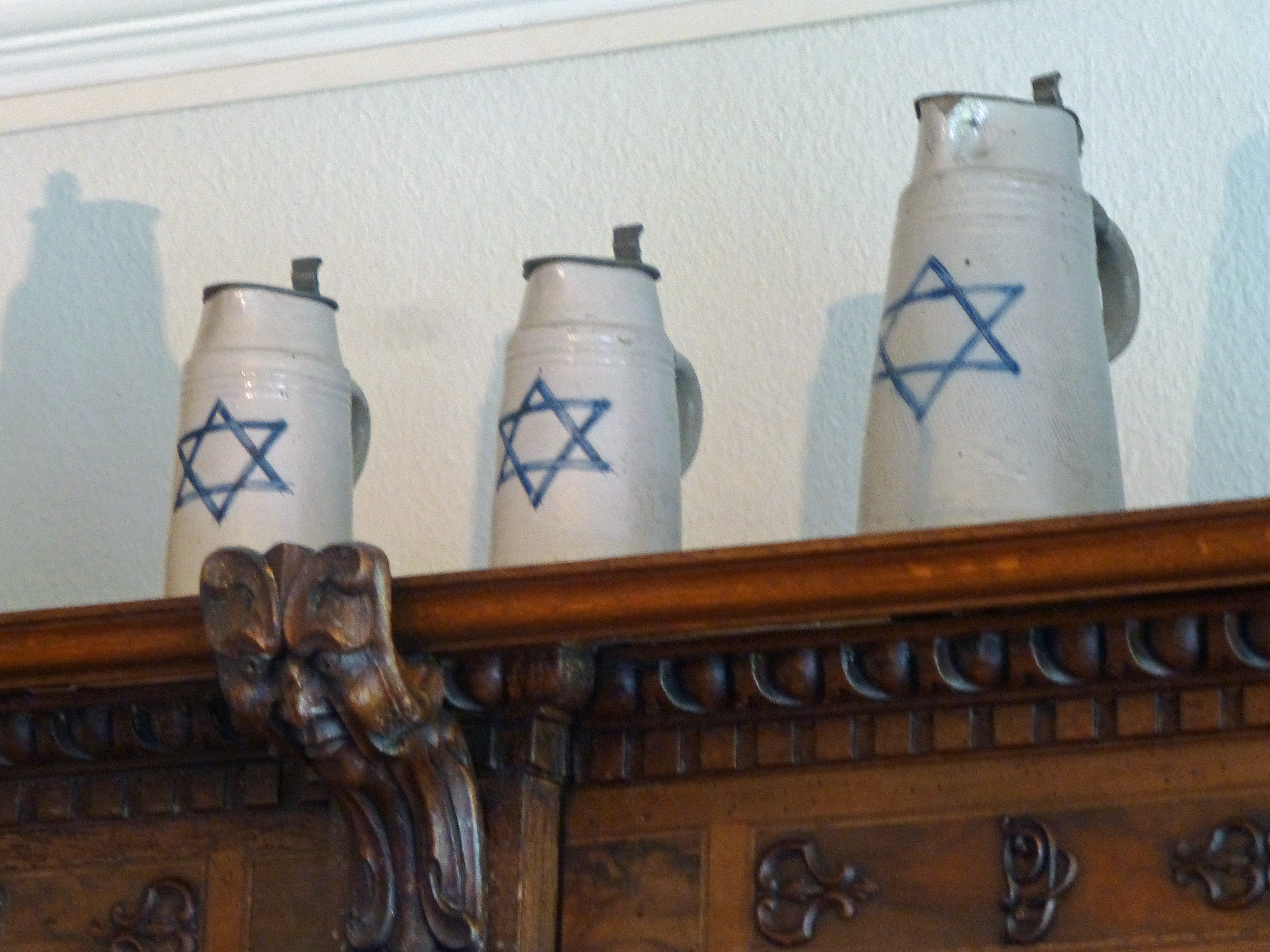
L'étoile des brasseurs

Faîences, porcelaines et étainsLa collection de faïences provient principalement de la manufacture Hannong de Strasbourg, ou de sa filiale de Haguenau, mais d'autres pièces ont été réalisées par des fabriques lorraines : Niderviller, Lunéville ou Saint-Clément. La porcelaine est surtout représentée par des porcelaines de Frankenthal (auj. en Rhénanie-Palatinat) – dont la manufacture fut fondée par les Hannong en 1755 – et d'autres venues de Saxe (Meißen). Dans la région, les étains sont généralement des objets ménagers, des objets du culte religieux et des objets médicaux, comme l'ensemble exposé qui comprend un bassin de lit, une palette à saignée, des seringues et des clystères.

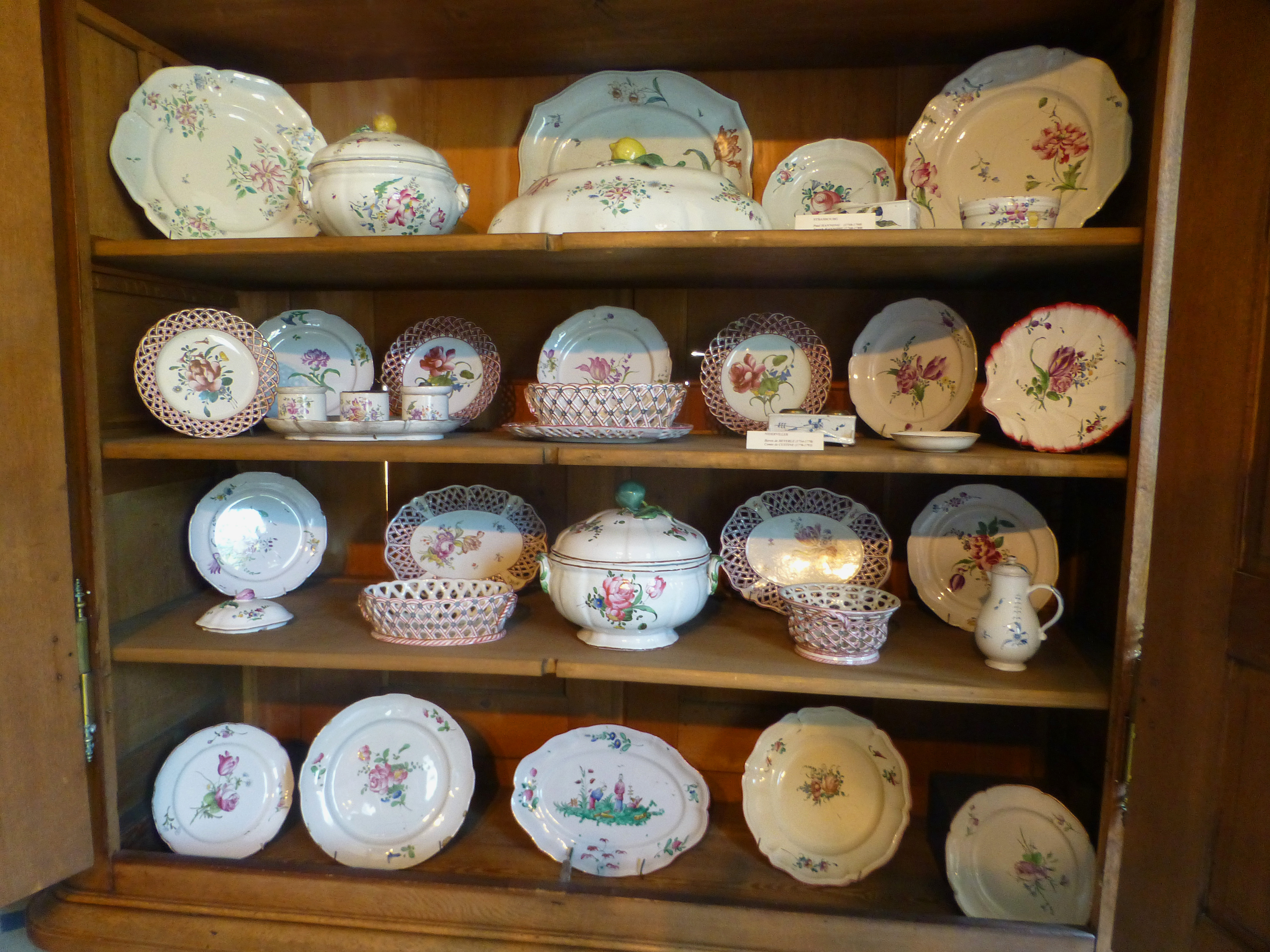
Céramiques : Hannong et Niderviller
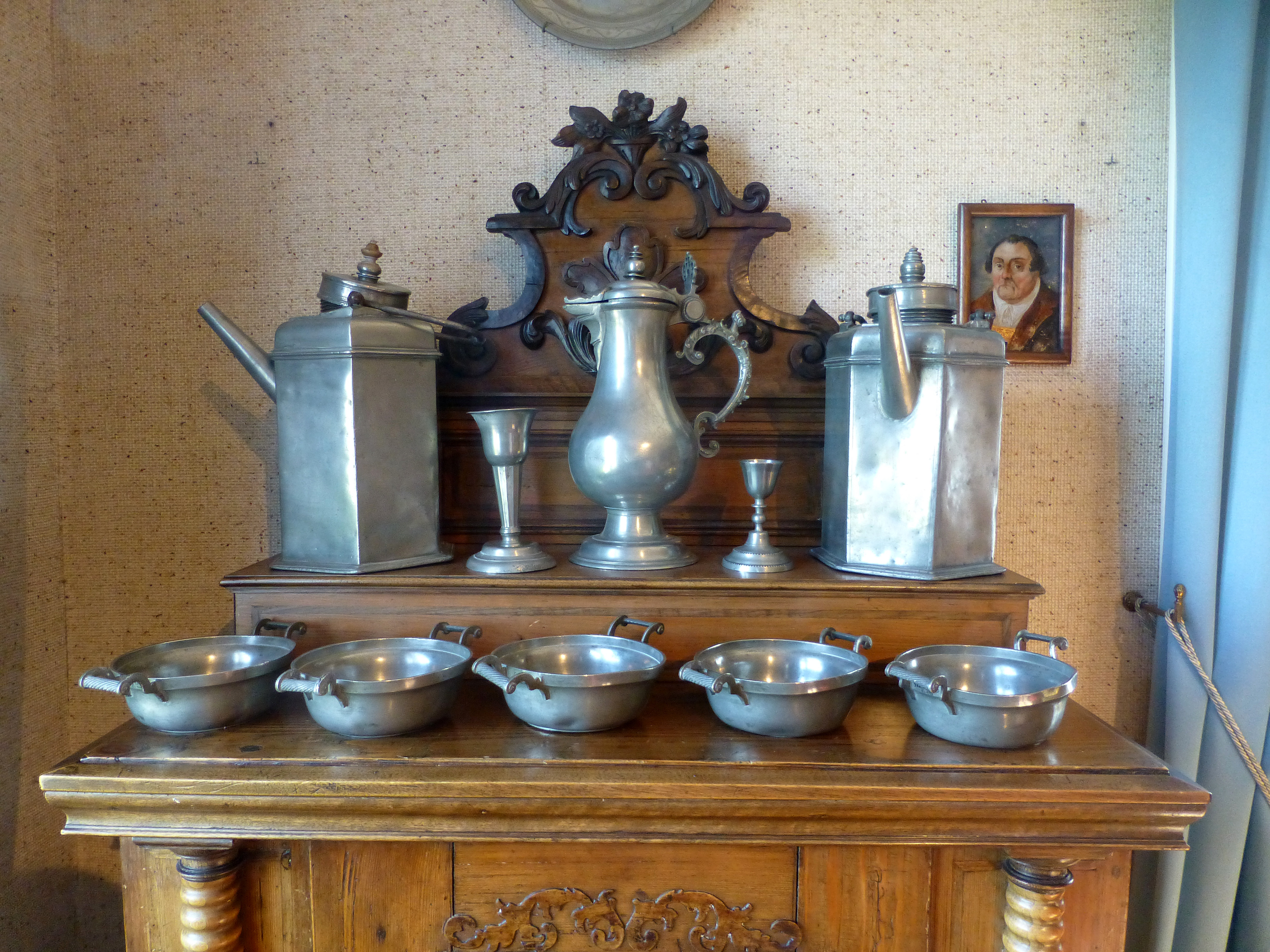
Étains : cafetières et écuelles
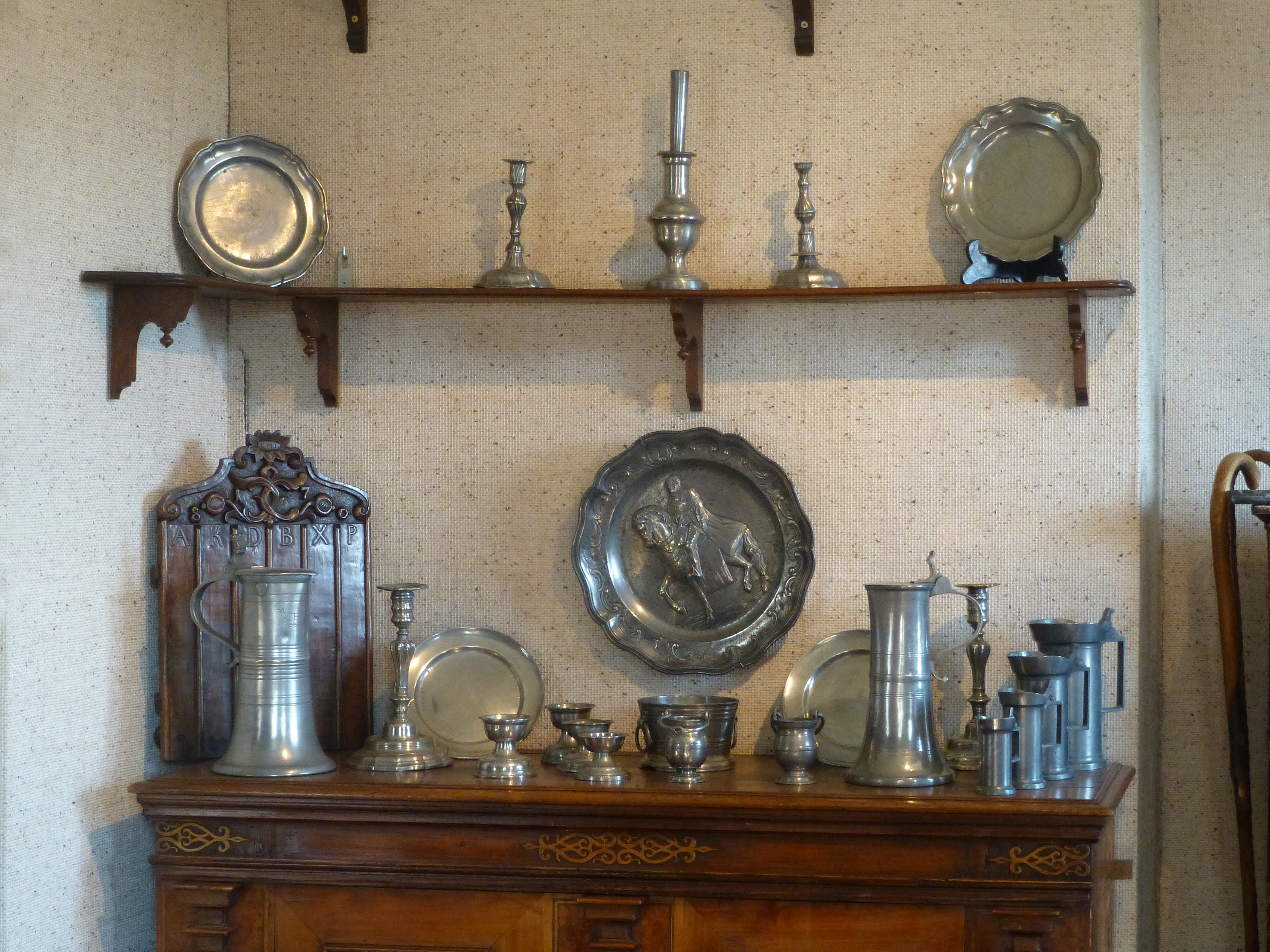
Étains : bougeoirs et pichets
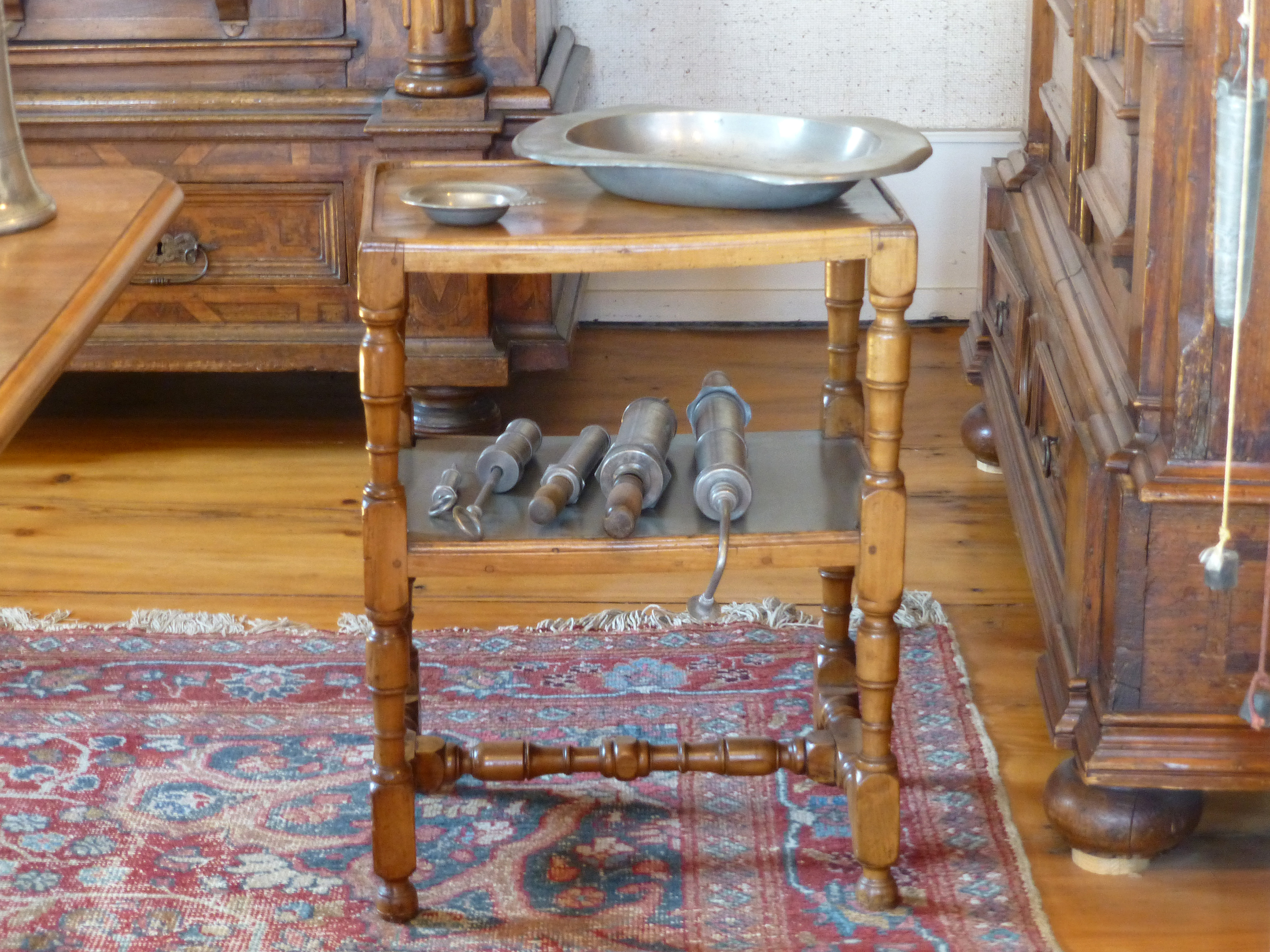
Étains : accessoires médicaux

Histoire localeAux côtés d'œuvres d'inspiration religieuse, une salle réunit divers documents et souvenirs liés à l'histoire de la ville, comme la partie blanche centrale du drapeau en soie brodée de la Garde nationale de Barr (1830), des portraits de concitoyens, des vues de Barr ou de la région. Théophile Schuler a ainsi réalisé un portrait du garde-champêtre de Barr et de sa femme. Le peintre impressionniste Lucien Blumer, à qui le musée a consacré en 2010 une exposition temporaire, a mis en scène en 1934 la place de l'hôtel de ville de Barr.

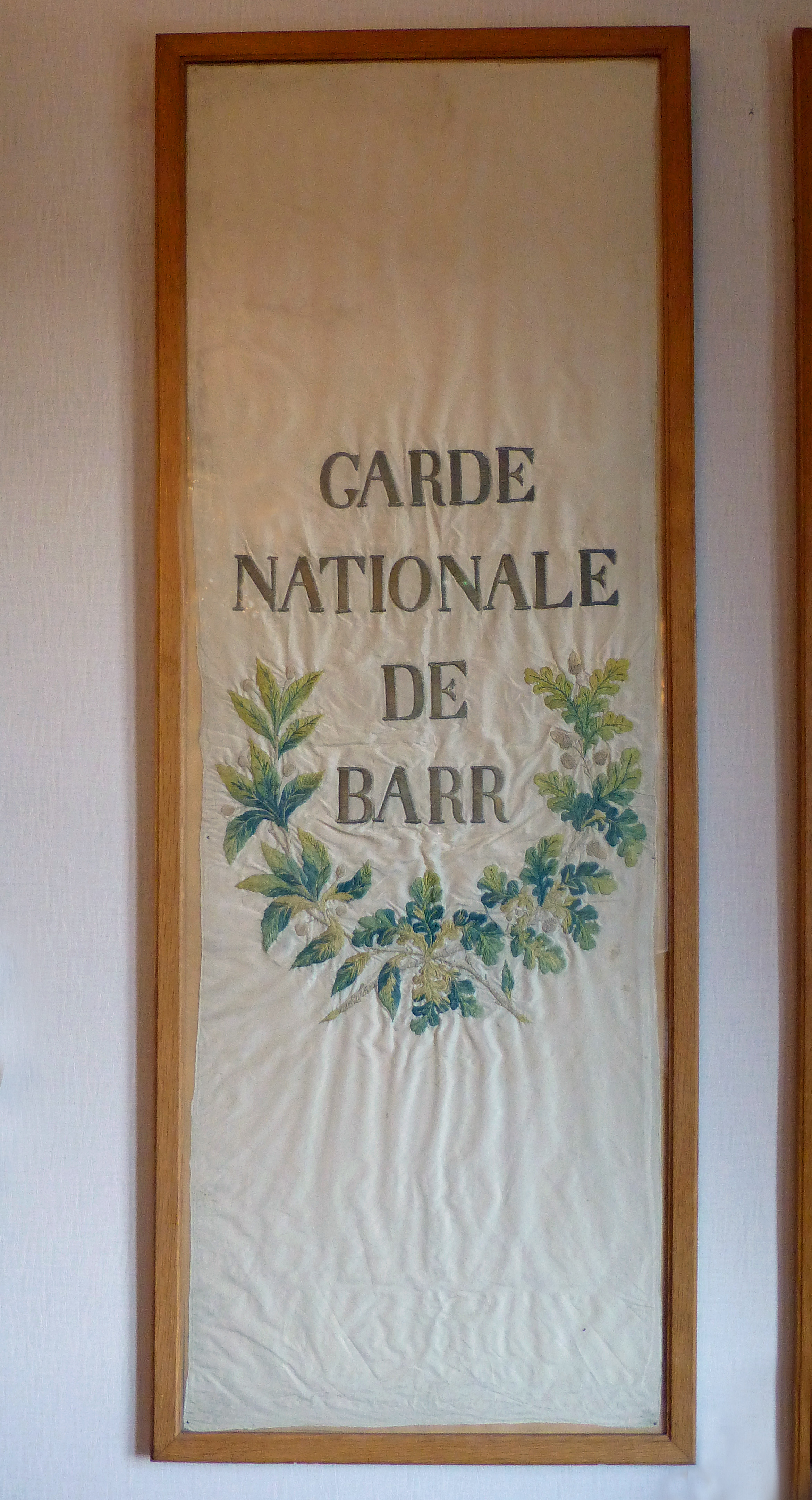
Étendard de la Garde nationale
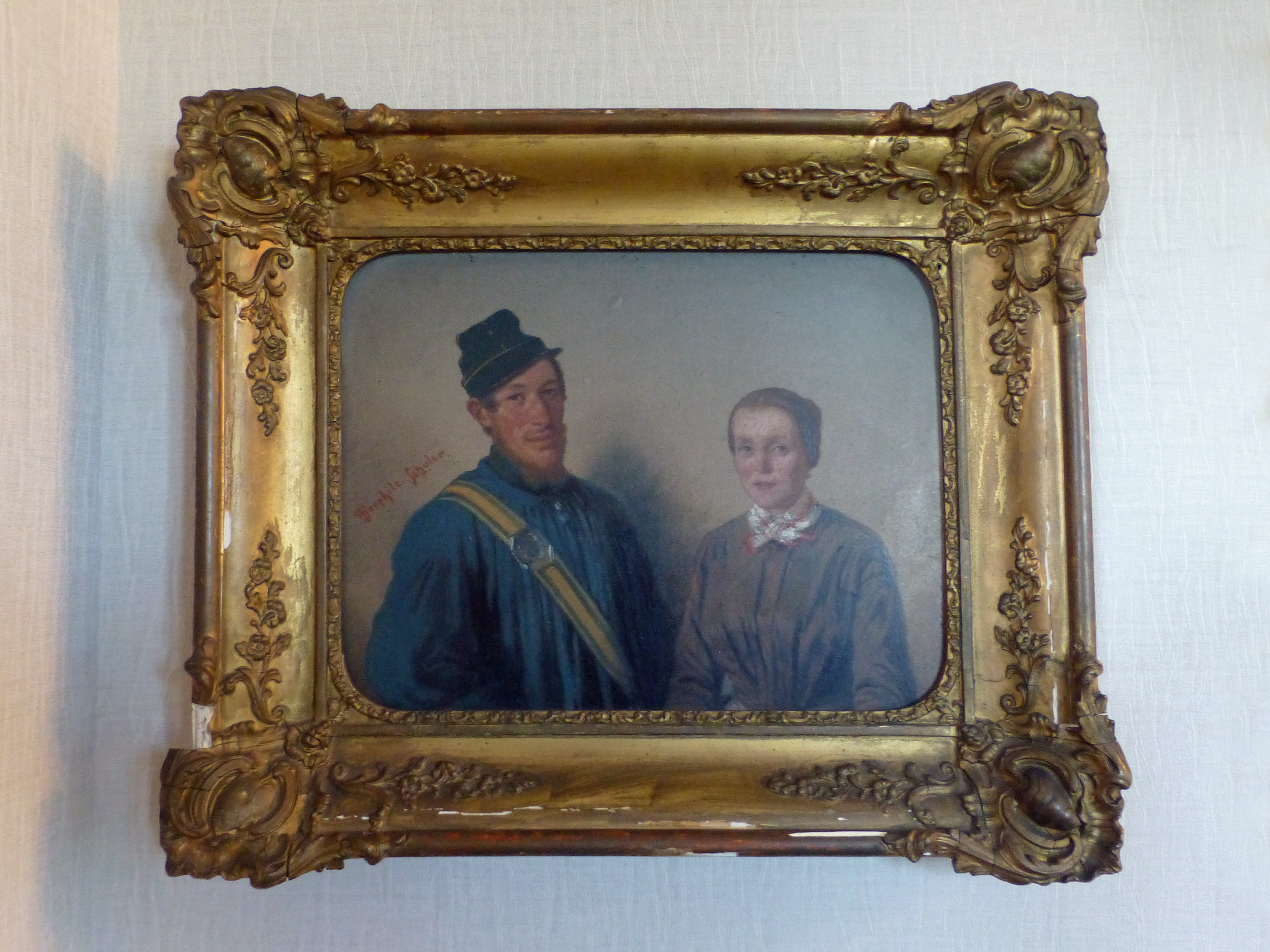
Le garde-champêtre de Barr et sa femme (Théophile Schuler)

## Fréquentation
| Année | Entrées gratuites | Entrées payantes | Total |
| ----- | ----------------- | ---------------- | ----- |
| 2001  | 1 067             | 2 319            | 3 386 |
| 2002  | 1 148             | 3 139            | 4 287 |
| 2003  | 1 139             | 2 548            | 3 687 |
| 2004  | 2 213             | 2 498            | 4 711 |
| 2005  | 3 563             | 3 388            | 6 951 |
| 2006  | 2 343             | 2 682            | 5 025 |
| 2007  | 3 475             | 1 550            | 5 025 |
| 2008  | 2 339             | 2 187            | 4 526 |
| 2009  | 1 929             | 1 893            | 3 822 |
| 2010  | 2 236             | 2 553            | 4 789 |
| 2011  | 2 771             | 2 461            | 5 232 |
| 2012  | 3 219             | 1 631            | 4 850 |
| 2013  | 3 108             | 2 959            | 6 067 |
| 2014  | 2 685             | 1 865            | 4 550 |
| 2015  | 1 934             | 1 874            | 3 808 |
| 2016  | 1 409             | 1 705            | 3 114 |
| 2017  | 1 281             | 1 163            | 2 444 |